# Cieszyn
Cieszyn (cz. Těšínⓘ, niem. Teschen , etn. śląski Ćeszyn) – miasto w południowej Polsce nad rzeką Olzą, na granicy z Czechami, w województwie śląskim, siedziba władz powiatu cieszyńskiego.
Dzieje Cieszyna sięgają IX w. i wiążą się z grodem słowiańskiego plemienia Gołęszyców. Cieszyn otrzymał prawa miejskie w 1217 roku. Od końca XIII w. był centrum Księstwa Cieszyńskiego.
Współczesne administracyjne pojęcie „miasto Cieszyn” odnosi się do prawobrzeżnej części, będącego pod względem przestrzennym i społecznym jedną całością, ośrodka miejskiego, którego część lewobrzeżna należy do Czech i nosi oficjalną nazwę Czeski Cieszyn. W przeciwieństwie do Czeskiego Cieszyna, dzielnice prawobrzeżne są dzisiaj jednolite etnicznie – ponad 96% ludności deklaruje narodowość polską. Charakterystyczna jest natomiast różnorodność religijna z wyznaniami rzymskokatolickim i luterańskim jako dominującymi.
Według danych na 31 grudnia 2023 r. polski Cieszyn liczy 32 947 mieszkańców, jego powierzchnia wynosi natomiast 28,7 km². Wspólnie obie części miasta zamieszkiwane są przez 57 tys. osób i zajmują 62,5 km² (z czego Czeski Cieszyn ma 23 468 mieszkańców i 33,8 km² powierzchni).

## Położenie

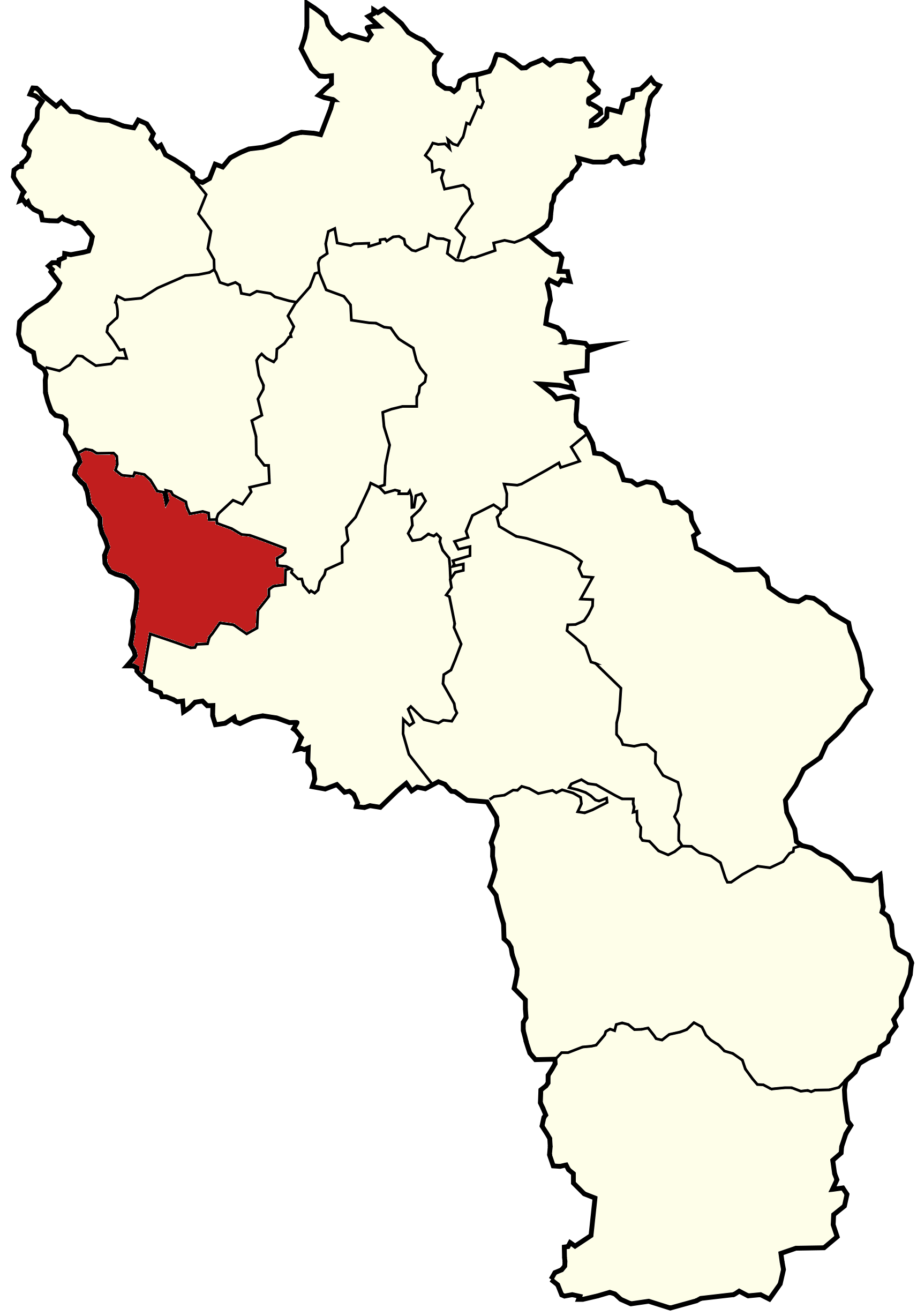
Cieszyn na mapie powiatu

Cieszyn znajduje się w południowej części Polski, w centrum na 18º 35’ 50” długości geograficznej wschodniej i 49º 43’ 08” szerokości geograficznej północnej. Pod względem administracyjnym leży w południowej części województwa śląskiego, w powiecie cieszyńskim. Graniczy od północy z gminą Hażlach (z Pogwizdowem, Hażlachem i Zamarskami), od północnego wschodu z gminą Dębowiec (z Gumnami i Ogrodzoną), od wschodu i południa z gminą Goleszów (z Bażanowicami, Dzięgielowem i Puńcowem). Zachodnia granica miasta o długości ok. 9,7 km pokrywa się z granicą polsko-czeską, za którą leży miasto Czeski Cieszyn.
Miasto leży na Pogórzu Śląskim, nad Olzą. Cieszyn jest stolicą krainy historyczno-geograficznej Śląska Cieszyńskiego.
W latach 1975–1998 miasto administracyjnie należało do województwa bielskiego.
Według danych z 2007 Cieszyn ma obszar 28,7 km², w tym:
- użytki rolne: 55%
- użytki leśne: 7%

Miasto stanowi 3,93% powierzchni powiatu.

## Nazwa

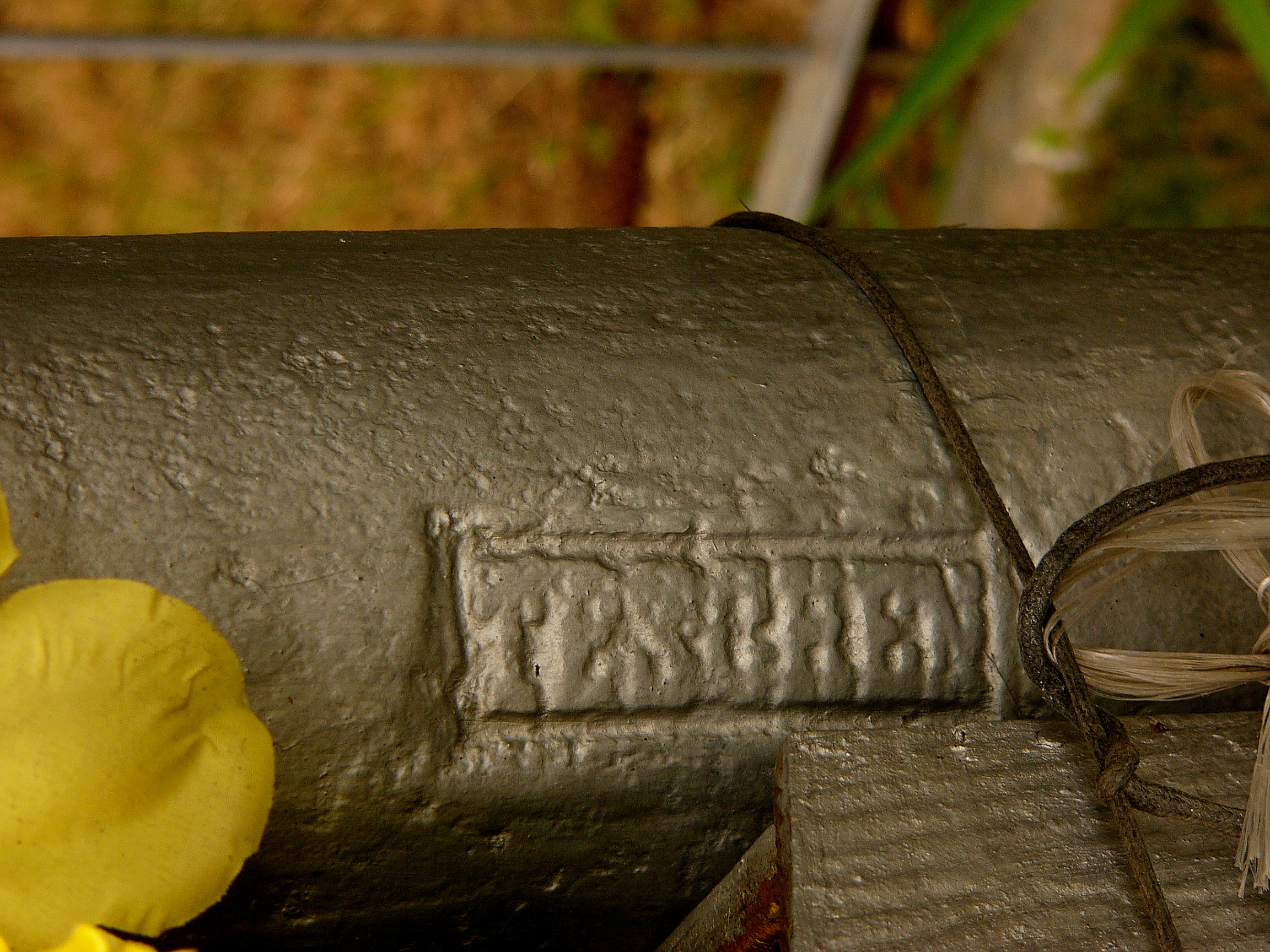
Wysztancowana niemieckojęzyczna nazwa Cieszyna (Teschen) na austriackim słupie granicznym z XVIII w. we wsi Prehoryłe nad Bugiem

Po raz pierwszy Cieszyn wzmiankowany został w 1155 jako Tescin, w bulli protekcyjnej papieża Hadriana IV dla biskupa wrocławskiego Waltera, w której wymieniono Cieszyn jako jeden z grodów kasztelańskich. Z kolei w 1223 miejscowość wzmiankowano jako Tessin.
W księdze łacińskiej Liber fundationis episcopatus Vratislaviensis (pol. Księga uposażeń biskupstwa wrocławskiego) spisanej za czasów biskupa Henryka z Wierzbna w latach 1295–1305 miejscowość wymieniona jest w zlatynizowanej formie Teschin. Księga ta wymienia również Kalembice, które w 1973 zostały wchłonięte przez miasto, w formie Chalambyci. W roku 1613 śląski regionalista i historyk Nicolaus Henel von Hennenfeld z Prudnika wymienił miejscowość w swoim dziele o geografii Śląska pt. Silesiographia podając jej łacińskie nazwy: Teschena, Tischena, Cessinum, Cissenum.

## Demografia
Według danych GUS na 1 stycznia 2019 Cieszyn liczył 33 485 mieszkańców z czego 52,8% stanowią kobiety, a 47,2% mężczyźni co daje 153. miejsce w Polsce pod względem liczby mieszkańców oraz 2172 pod względem zajmowanej powierzchni. Liczba urodzonych dzieci wyniosła 1371. Gęstość zaludnienia wynosi 1170 os./km².
Średni wiek mieszkańców wynosi 41,8 lat i jest porównywalny do średniego wieku mieszkańców województwa śląskiego oraz porównywalny do średniego wieku mieszkańców całej Polski.
Mieszkańcy gminy zawarli w 2018 roku 216 małżeństw, co odpowiada 6,1 małżeństwom na 1000 mieszkańców. Jest to wartość porównywalna do wartości dla województwa śląskiego oraz wartość porównywalna do wartości dla Polski. W tym samym okresie odnotowano 2 rozwody przypadające na 1000 mieszkańców. Jest to wartość porównywalna do wartości dla województwa śląskiego oraz nieznacznie więcej od wartości dla kraju.
27,5% mieszkańców Cieszyna jest stanu wolnego, 58,2% żyje w małżeństwie, 4,8% mieszkańców jest po rozwodzie, a 9,0% to wdowy/wdowcy.
Dane z 1 stycznia 2019:
| Opis                          | Ogółem | Ogółem | Kobiety | Kobiety | Mężczyźni | Mężczyźni |
| ----------------------------- | ------ | ------ | ------- | ------- | --------- | --------- |
| parametr                      | osób   | %      | osób    | %       | osób      | %         |
| populacja                     | 33 485 | 100    | 17850   | 53,3    | 15 635    | 46,7      |
| gęstość zaludnienia (os./km²) | 1170   | 1170   | 620     | 620     | 550       | 550       |

Piramida wieku mieszkańców Cieszyna w 2014 roku:

## Historia
Dzieje Cieszyna sięgają IX wieku i wiążą się z grodem słowiańskiego plemienia Gołęszyców. Lokacja miasta nastąpiła około 1217 r. Od końca XIII wieku było ono centrum księstwa cieszyńskiego – istniejącego formalnie do 1918 r. i rządzonego w swej historii przez dwie dynastie: Piastów oraz Habsburgów – stając się w epoce nowożytnej jednym z najważniejszych miast Śląska. W dobie XIX-wiecznego uprzemysłowienia Cieszyn zaczął być gospodarczo prześcigany przez Bielsko i Morawską Ostrawę, pozostając jednak ważnym ośrodkiem kulturalnym i oświatowym. Podział miasta dokonał się w lipcu 1920 r. i był wynikiem dwuletniego sporu terytorialnego między powstałymi na gruzach monarchii austro-węgierskiej Polską i Czechosłowacją.

### Powstanie miasta

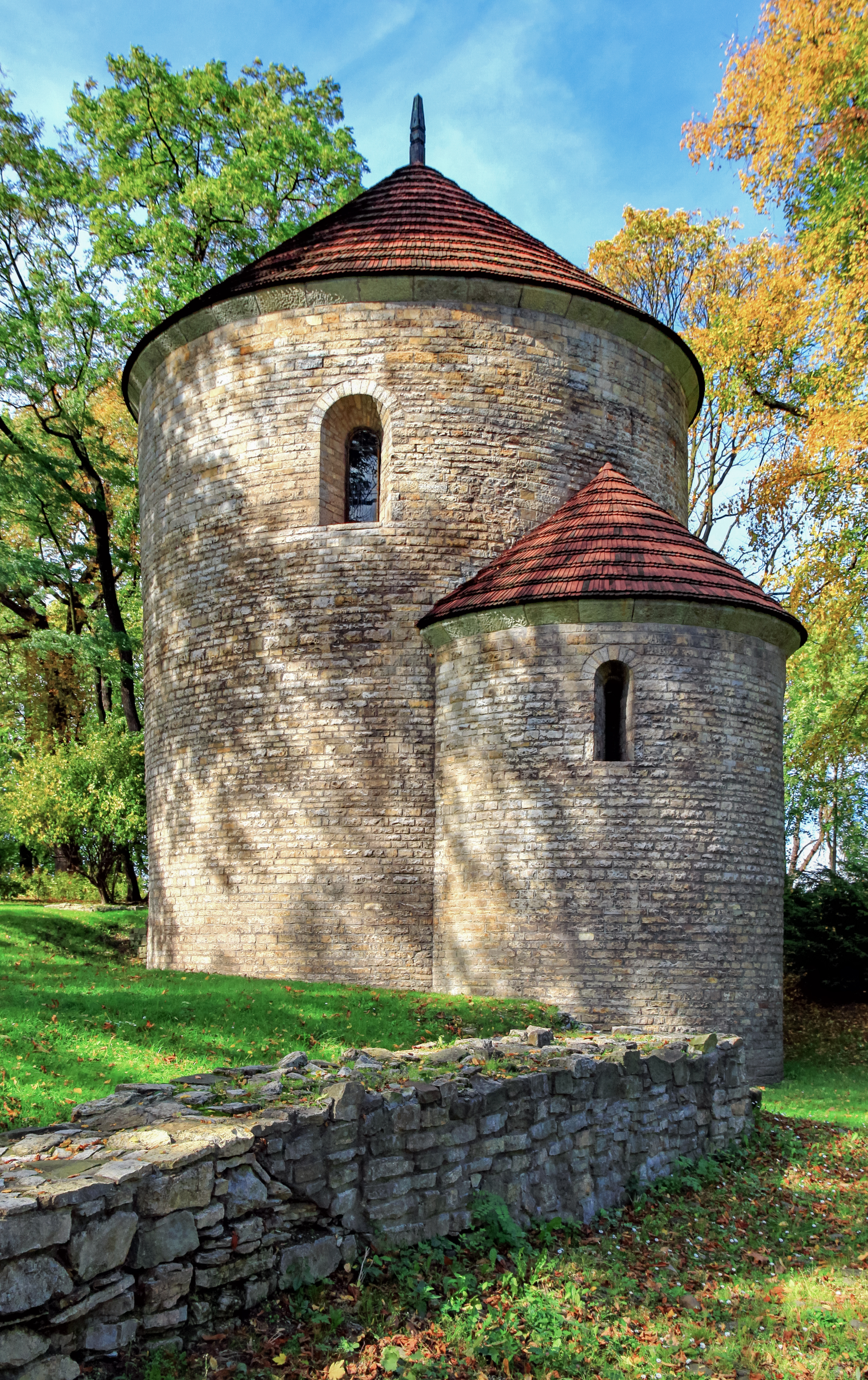
Rotunda romańska z XI wieku

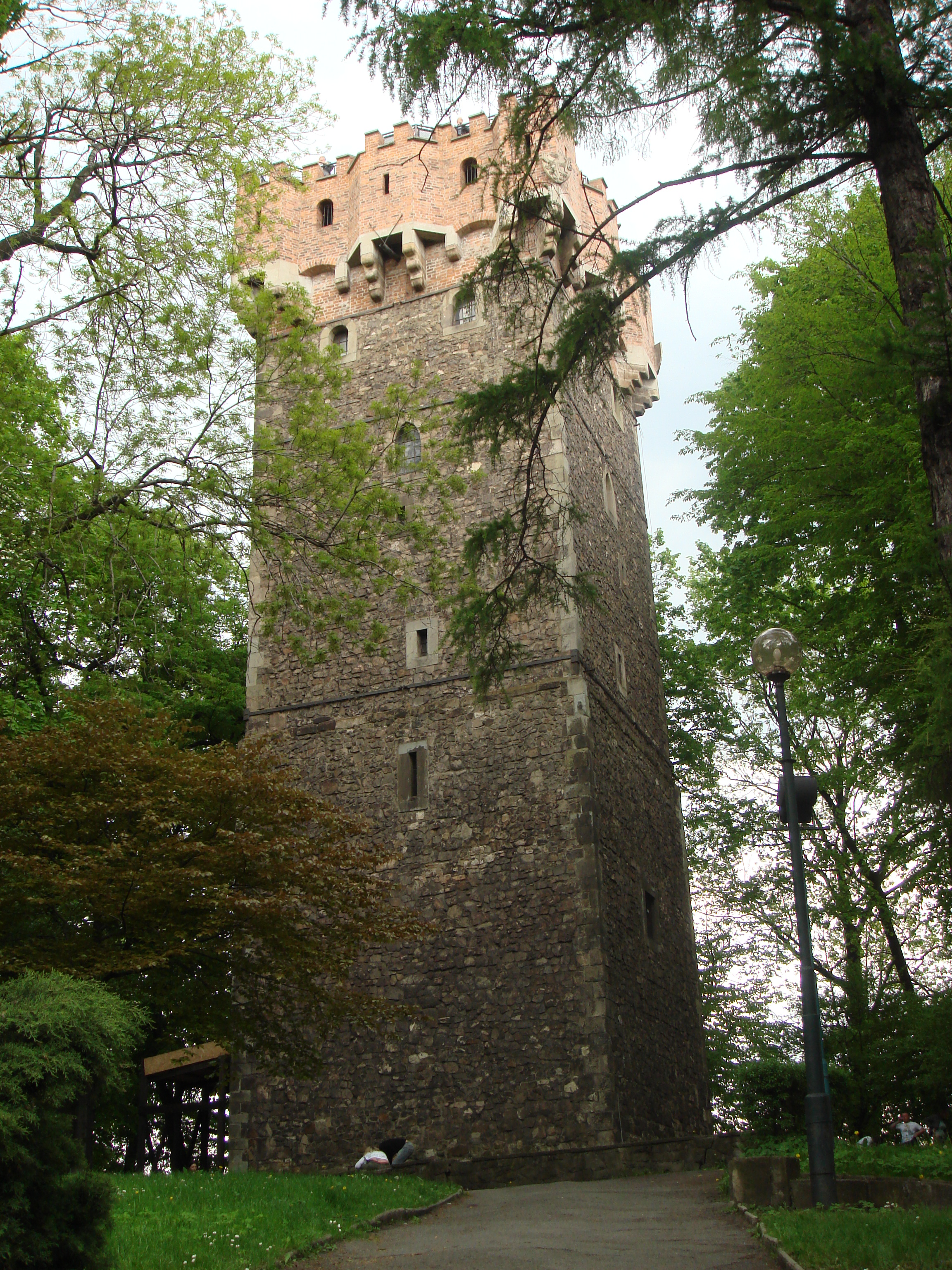
Wieża Piastowska

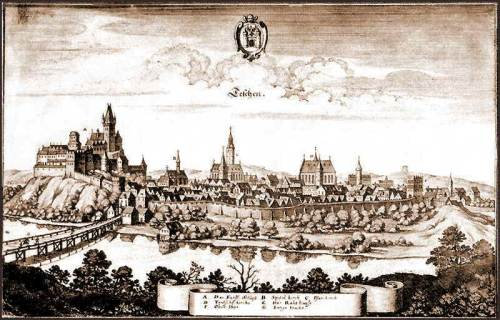
Cieszyn ok. 1640 – miedzioryt Meriana przedstawiający panoramę Cieszyna w końcowym okresie panowania Piastów cieszyńskich. Widok od strony dzisiejszego Czeskiego Cieszyna. Po lewej: zabudowania zamkowe na Górze Zamkowej. Wyróżniają się też budynki kościołów (od lewej: św. Jerzego, podominikański (farny) i św. Trójcy). Dobrze widoczne nieistniejące dziś mury miejskie z bramami (po prawej stronie Wyższa Brama z ówczesnym przedmieściem o tej samej nazwie)

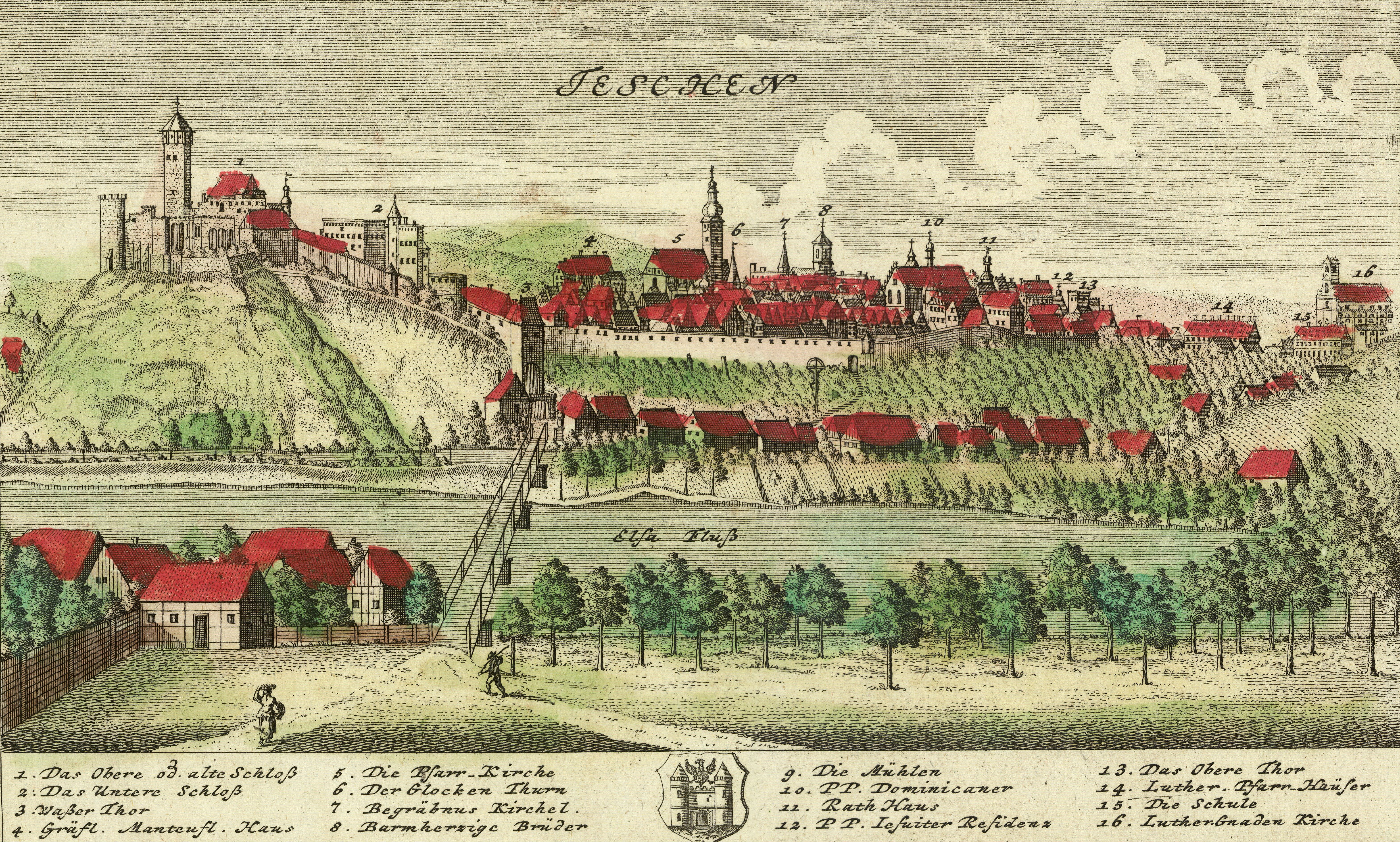
Panorama miasta na rycinie z 1738 roku wg rysunku Friedricha Bernharda Wernera

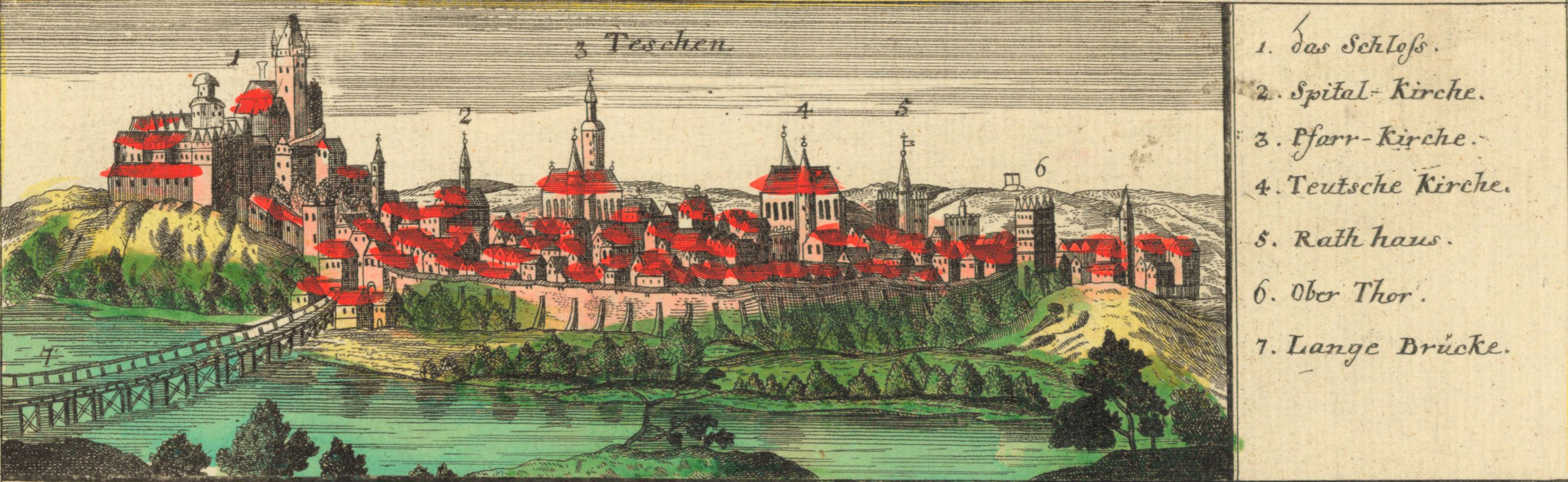
XVII/XVIII wieczna panorama Cieszyna (Joh David Schleuen)

Cieszyn jest jednym z najstarszych miast na Śląsku. Podanie głosi, że założyli go w 810 roku trzej bracia, Bolko, Leszko i Cieszko (Bolek, Lešek a Těšek), synowie czeskiego księcia Lecha, który zginął w walce z wojskami cesarza Karola Wielkiego w 805 roku, najpewniej przy oblężeniu Canburga, siedzibie rodowej księcia Lecha, w dolinie dolnej Ohrzy.
Według legendy trzej bracia, po długiej wędrówce spotkali się tutaj u źródła, nazwanego później Studnią Trzech Braci, i ciesząc się tym faktem założyli gród Cieszyn.
W rzeczywistości zalążkiem dzisiejszego miasta jest Góra Zamkowa, gdzie najstarsze ślady osadnictwa sięgają VI-V w. p.n.e. oraz słowiański gród we wsi Podobora (obecnie część Kocobędza, Rep. Czeska), zwany „Starym Cieszynem”. Po zniszczeniu Starego Cieszyna przez wojska wielkomorawskie w końcu VIII wieku osadnicy słowiańscy zbudowali na Górze Zamkowej nowe grodzisko obronne, które stało się zapleczem dla odbudowywanego starego grodu. Z czasem zyskało ono na znaczeniu i wraz ze Starym Cieszynem stało się centrum administracyjnym, religijnym i gospodarczym znacznej części Śląska. W XI wieku zbudowano tu romańską rotundę pełniącą funkcję kaplicy, która przetrwała do dziś i jest jednym z najważniejszych zabytków na Śląsku i w Polsce (jej podobizna zdobi m.in. rewers banknotu 20-złotowego oraz dwuzłotowej monety z kolekcjonerskiej serii Historyczne miasta w Polsce). W tym samym czasie pod Górą Zamkową zaczęło rozbudowywać się podgrodzie, a cieszyński gród urósł do rangi kasztelanii podlegającej królom polskim, a w okresie rozbicia dzielnicowego książętom śląskim. Rozwój grodu na Górze Zamkowej spowodował, że na przełomie XI i XII wieku przestał istnieć Stary Cieszyn.
W 1172 powstało księstwo raciborskie w skład którego oprócz kasztelanii raciborskiej weszła również cieszyńska. W 1202 połączyło się ono z księstwem opolskim. W tym czasie na przeciwległym do Góry Zamkowej wzniesieniu za fosą rozwijała się osada, być może targowa, o owalnym układzie przestrzennym skupionym wokół obecnego Placu Teatralnego, gdzie pod koniec XII wieku powstał pierwszy kościół parafialny (poza grodową kaplicą pw. św. Mikołaja) o nieznanym dziś wezwaniu. Powierzchnia przedlokacyjnej osady wynosiła w przybliżeniu 2,3 ha. W dokumencie protekcyjnym biskupa wrocławskiego Wawrzyńca z dnia 25 maja 1223 roku wydanym na prośbę księcia opolsko-raciborskiego Kazimierza dla klasztoru premonstrantek w Rybniku wśród miejscowości mających im płacić dziesięcinę wymieniono również suburbium Cieszyna, czyli przedmieście (późniejsze Frysztackie Przedmieście), pośrednio więc dokument ten dowodził tego, że Cieszyn był już miastem, a więc formalna lokacja miasta nastąpiła najpewniej pomiędzy 1217 (data lokacji Raciborza i Opola) a 1223, a początkowo prawa miejskie oparte były na prawie lwówieckim. Miasto lokacyjne przylegało od strony wschodniej do osady przedlokacyjnej, z rynkiem w miejscu obecnego Starego Targu, powiększając obszar miasta o około 1,75 ha. Około 1240 zbudowano też okazały nowy kościół parafialny pw. św. Marii Magdaleny w miejscu obecnego teatru, przy którym działała szkoła parafialna. Około 1270 ufundowany został klasztor Dominikanów, usytuowany na południowy wschód od zabudowań miejskich.

### Okres panowania Piastów
Po podziale księstwa opolsko-raciborskiego w 1281 lub 1282, a następnie księstwa raciborskiego w 1290, Cieszyn został stolicą Księstwa Cieszyńskiego, a pierwszym księciem cieszyńskim został Mieszko, założyciel linii Piastów cieszyńskich, który rozpoczął przebudowę grodu na zamek. Jako stolica księstwa Cieszyn nadal zdobywał na znaczeniu i rozbudowywał się. Największy rozwój przypadł na lata panowania księcia Przemysława I Noszaka, który w 1374 nadał Cieszynowi nowe prawa miejskie na wzór Wrocławia i w miejsce drewnianego zamku wzniósł murowany. Wtedy też powołano urząd burmistrza (pierwszy znany burmistrz to Mikołaj Giseler) i radę miejską, dla których zbudowano ratusz przy utworzonym rynku (dzisiejszy Stary Targ). Prawdopodobnie już w tym okresie działał też miejski szpital dla ubogich na Frysztackim Przedmieściu. Ówcześnie Cieszyn był jednym z najważniejszych i największych miast Śląska.
Kolejny gwałtowny rozwój miasto przeżyło za panowania księcia Kazimierza II, który w 1496 przeniósł rynek na obecne miejsce podarowując również nowy kwartał wzdłuż obecnej ulicy Srebrnej, powołał sąd ziemski, a obwałowania miejskie zostały poszerzone na wschód, w tym część z nich stanowiło kamienne mury obronne. W XVI wieku notuje się dalszy rozwój miasta we wszystkich dziedzinach. Po objęciu samodzielnych rządów przez Wacława III Adama w 1545 rozpoczęte zostały przez niego działania reformacyjne. Jeszcze w tym samym roku podarował on miastu obszar ogrodów klasztoru Dominikanów, który z czasem został zabudowany i nazwany Nowym Miastem. W drugiej połowie XVI wieku miasto rozpoczęło planowy zakup obszaru położonego na wschód od Wyższej Bramy pod założenie Górnego Przedmieścia. W XVII wieku miasto zostało w dużym stopniu zniszczone podczas wojny trzydziestoletniej. W wyniku wojny nastąpił upadek ekonomiczny i demograficzny całego Księstwa Cieszyńskiego, w tym samego Cieszyna. Wygaśnięcie linii Piastów cieszyńskich w 1653 i przejęcie władzy w księstwie bezpośrednio przez królów czeskich (cesarzy rzymskich) z rodu Habsburgów spowodowało stagnację gospodarczą i polityczną Cieszyna do końca wieku.

### Okres panowania Habsburgów
Rok 1653 był przełomowy dla Cieszyna. Po 363 latach panowania dynastii cieszyńskich Piastów zmarła ostatnia z rodu – księżna Elżbieta Lukrecja. Po jej śmierci panowanie objęli Habsburgowie jako królowie czescy, gdyż już od roku 1327 Cieszyńskie Księstwo, po złożeniu hołdu lennego czeskim królom, stało się częścią Korony św. Wacława. Gdy w 1526 roku Habsburgowie zyskali czeską koronę zacieśniło to więzy między nimi a cieszyńskimi książętami. Po śmierci Elżbiety Lukrecji scheda po niej została przekazana jako wygasłe lenno w ręce czeskich królów, którymi byli Habsburgowie, posiadający też tytuł cesarzy rzymskich. Od tego czasu zaczęli oni rządzić swą nową ziemią w podwójnej roli – jako jej panowie lenni i prywatni właściciele.
Pierwszym z Habsburgów władających Cieszynem (jak i Księstwem Cieszyńskim) został Ferdynand IV (1633-1654), król Niemiec i Węgier. Otrzymał je od swego ojca cesarza Ferdynanda III (1608-1657), jednakże niedługo po tym zmarł i Księstwo przejął z powrotem cesarz. Księstwo cieszyńskie było w ten czas traktowane jako jedną z wielu prowincji przynoszących dochody, a także jako ziemia podlegającą zamianom i darom, zgodnie z dynastyczną polityką habsburską. Zgodnie z tą linią zarządzania w 1654 roku utworzono z dóbr przekazanych im po Piastach tzw. Komorę Cieszyńską – instytucję, której celem było sprawne i centralne zarządzanie majątkiem w imieniu księcia.
Syn Leopolda Lotaryńskiego – Franciszek I Lotaryński (1708-1765) został w 1736 roku mężem Marii Teresy (przyszłej cesarzowej), córki cesarza Karola VI. Małżeństwo to zapoczątkowało dynastię habsbursko-lotaryńską (Habsburg-Lothringen), której potomkowie rządzili Cieszynem i Księstwem Cieszyńskim do roku 1918. Franciszek I Lotaryński został w 1745 roku cesarzem, przyjmując imię Franciszka I. Cesarz zmarł w 1765 roku, a Księstwo cieszyńskie wraz z Cieszynem zapisał najstarszemu synowi cesarzowi Józefowi II (1741-1790), który rządził monarchią wspólnie z matką (do jej śmierci w roku 1780). Odwiedził on Cieszyn w 1766, 1773 i 1787 roku. Za pierwszym razem zatrzymał się w domu barona Jana Beessa von Chrostin, na rogu ulicy Głębokiej i Zamkowej (ul. Głęboka 64), który od tego czasu był nazywany „Domem Cesarskim” (Kaiserhaus).
W kwietniu 1766 roku arcyksiężniczka Maria Krystyna (1742-1798), siostra Józefa II i córka cesarzowej Marii Teresy, wyszła za mąż za księcia saskiego Alberta Kazimierza (1738-1822), syna Augusta III. Z tej okazji Maria Teresa wykupiła Cieszyn i Księstwo cieszyńskie z rąk syna i przekazała je 31 maja 1766 roku w lenno, jako ślubny podarunek, swojej córce i jej mężowi, który przyjął tytuł księcia sasko-cieszyńskiego.
Albert Kazimierz po śmierci małżonki w 1798 roku został jedynym lennym władcą Księstwa Cieszyńskiego. Powiększył liczbę kameralnych majątków kupując w końcu XVIII wieku od zubożałej cieszyńskiej szlachty wiele wsi, a także rozwinął przemysł w swych majątkach. W 1779 roku założył manufakturę tekstylną w Cieszynie na tzw. Saskiej Kępie. Planował także przebudowę cieszyńskiego zamku, gdzie zamierzał umieścić swe zbiory rysunków i grafik.
Za czasów panowania księcia Alberta Kazimierza w 1775 roku w Cieszynie uruchomiono międzynarodowe targi, które miały zintegrować niedawno pozyskaną Galicję z resztą krajów monarchii. Również w 1775 roku zaczęto budować „cesarską drogę”, która połączyła Wiedeń z Lwowem przez Cieszyn i Bielsko, oraz zaprowadzono stałe połączenia pocztowe. W 1779 roku w Cieszynie miał miejsce kongres pokojowy kończący tzw. wojnę o sukcesję bawarską. Po klęsce wojsk austriackich w wojnie z Napoleonem, był przez kilka tygodni tymczasową stolicą monarchii, ponieważ przeniósł się do niego dwór uciekający z Wiednia.
Książę Albert Kazimierz zmarł w 1822 roku przekazując Cieszyn i Księstwo cieszyńskie arcyksięciu Karolowi Ludwikowi Habsburgowi (1771-1847) – adoptowanemu synowi. W 1826 roku arcyksiążę Karol Ludwik utworzył z cieszyńskich dóbr niepodzielny fideikomis, którego zasadą było dziedziczenie go jedynie przez jego potomków w linii męskiej. W 1815 roku ożenił się z księżniczką Henriettą Aleksandrą Nassau-Weilburg (1797-1829), której Austria i Śląsk Cieszyński zawdzięcza przeniesiony z jej rodzinnego księstwa Nassau zwyczaj bożonarodzeniowego drzewka. Odziedziczenie schedy po ojcu spowodowało, że stał się jednym z najbogatszych Habsburgów i dzięki temu mógł rozwijać swe majątki; m.in. w 1846 roku zafundował miastu nowy arcyksiążęcy browar.
Arcyksiążę jako jedyny z Habsburgów przez dłuższy czas mieszkał w Cieszynie i mógł poprzez to rozwinąć pomysły niezrealizowane przez księcia Alberta Kazimierza – ideę odbudowy cieszyńskiego zamku. W latach 1838–1840 wzniósł klasycystyczny pałac myśliwski wraz z oranżerią według projektów swego nadwornego architekta Józefa Kornhausla.
Po śmierci Karola Ludwika w roku 1847, Księstwo cieszyńskie wraz z Cieszynem zostało przekazane jego najstarszemu synowi, arcyksięciu Albrechtowi Fryderykowi Rudolfowi Habsburgowi (1817-1895).

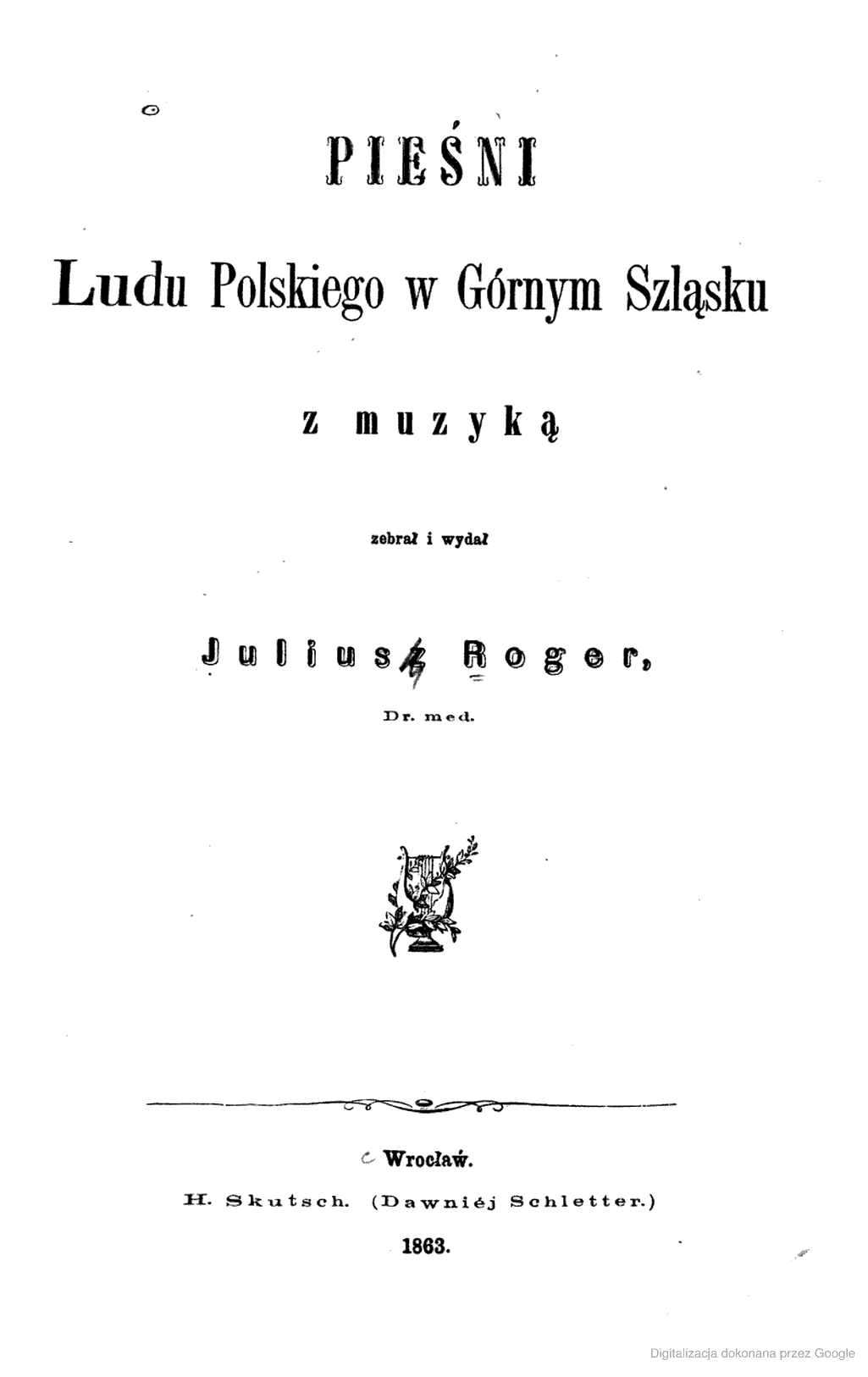
Pieśni Ludu Polskiego w Górnym Szląsku wydane we Wrocławiu w 1863 roku zawierające regionalne polskie pieśni ludowe z Cieszyna.

Albrecht Fryderyk kontynuował działalność swoich przodków i zaangażował się w rozwój ekonomiczny miasta. Dochód miastu przynosiły: kopalnie, huty żelaza, tartaki, przędzalnie lnu i tkalnie, młyny, gorzelnie i rafinerie spirytusu, tłocznie oleju. W mleczarniach produkowano popularne w całej monarchii i eksportowane na Bliski Wschód arcyksiążęce masło tzw. Teebutter „Teschner erzherzogliche Butter” (Cieszyńskie Masło Arcyksiążęce). W tym czasie Cieszyński browar należał do jednych z największych w Austrii, co w 1856 roku przyczyniło się do założenia kolejnego browaru w Żywcu. Arcyksiążę Albrecht dzielił się swym majątkiem poprzez działalność charytatywną, wspierał m.in. budowę ewangelickiego Szpitala Śląskiego w Cieszynie, czy też kościoła Serca Jezusowego w cieszyńskich Alejach Albrechta (obecnie Masarykove Sady 24, Czeski Cieszyn).
Po śmierci Albrechta w 1895 roku władzę nad Komorą Cieszyńską przejął jego bratanek, arcyksiążę Fryderyk Maria Habsburg (1856-1936).
Śmierć w Sarajewie Franciszka Ferdynanda i wybuch I wojny światowej wyniosły Fryderyka na szczyty władzy. Otrzymał stopień marszałka polnego i powierzono mu główne dowództwo armii austro-węgierskiej. Dzięki temu Cieszyn stał się w latach 1914–1916 siedzibą Głównego Sztabu Armii (AOK – Armeeoberkomando). Po śmierci Franciszka Józefa I w 1916 roku głównodowodzącym armii stał się młody cesarz Karol I. Fryderyk został jego zastępcą, jednakże nie na długo, bo w 1917 roku odwołano go ze stanowiska. Po zakończeniu I wojny światowej w 1918 roku utracił swe majątki na Śląsku Cieszyńskim. Dobra Komory Cieszyńskiej na podstawie pokojowej umowy z St. Germain przejęte zostały przez nowo powstałe państwa: polskie i czechosłowackie.

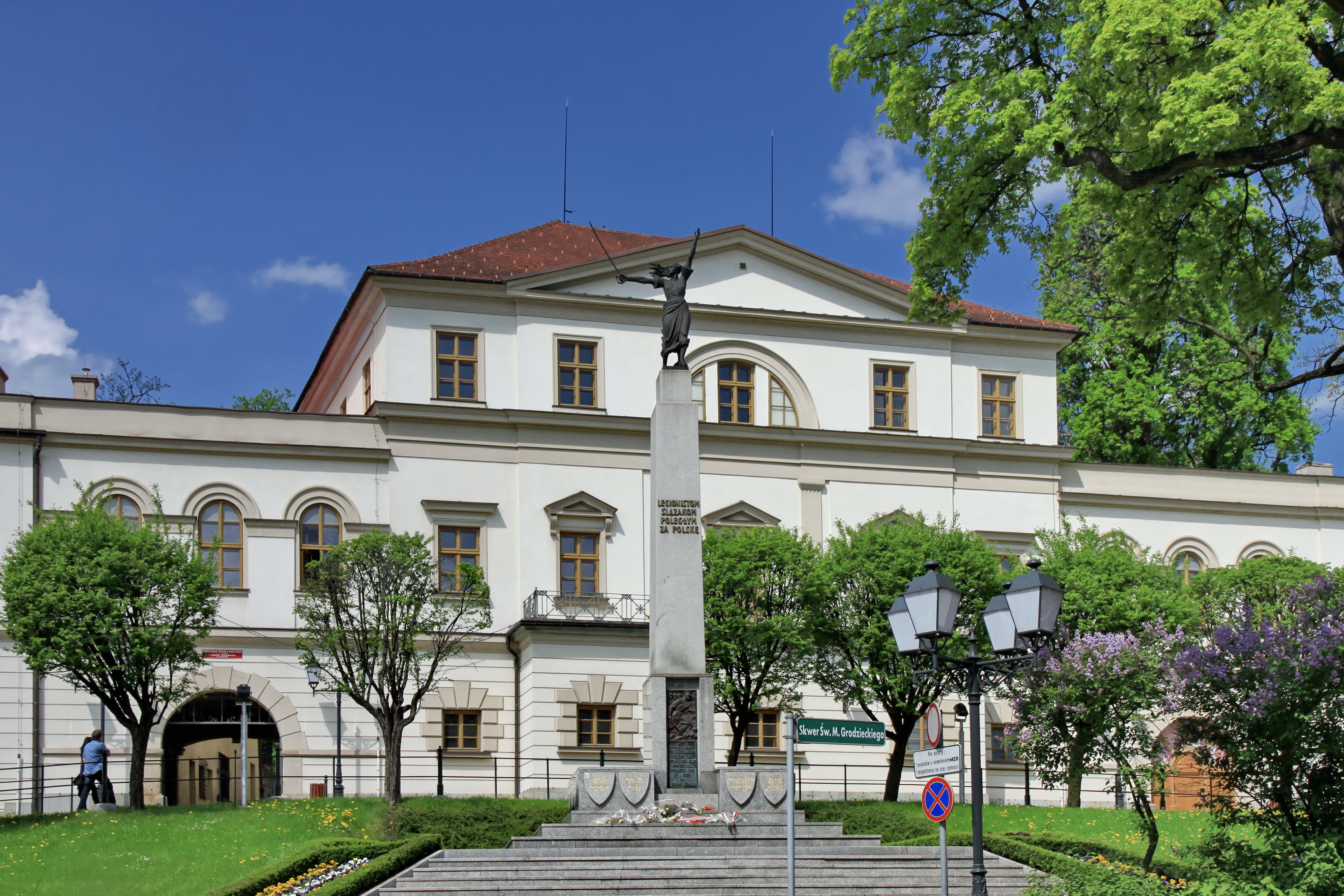
Pomnik ku czci Legionistów Śląskich Poległych za Polskę przed pałacem Habsburgów (obecnie Państwowa Szkoła Muzyczna)

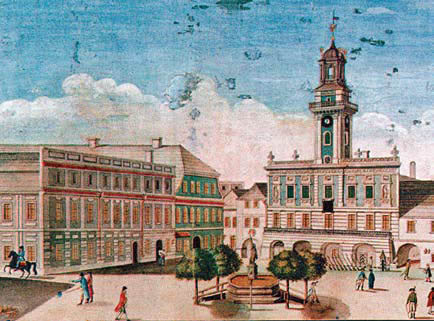
Ignacy Chambrez: Cieszyński rynek (1802)

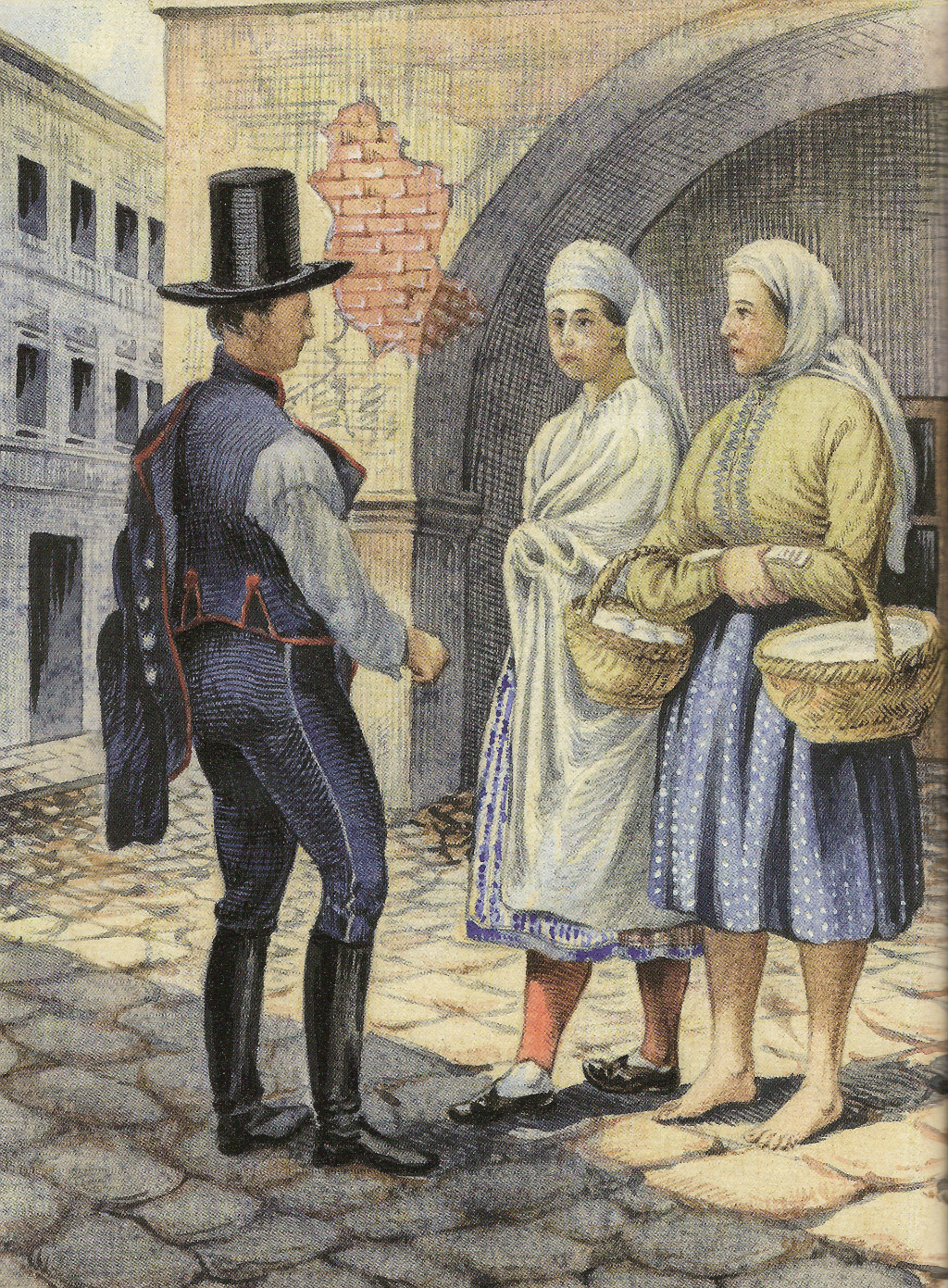
Jakub Alt: „W Cieszynie” (1840)

W 1863 roku Juliusz Roger w swojej książce wydanej we Wrocławiu pt. Pieśni Ludu Polskiego w Górnym Szląsku zanotował liczne polskie piosenki pochodzące z Cieszyna .

### Książęta cieszyńscy z dynastii habsburskiej i habsbursko-lotaryńskiej
Dynastia Habsburgów rozpoczęła swoje panowanie w Cieszynie po wygaśnięciu dynastii Piastów, a zakończyła wraz z końcem I wojny światowej. 
- Król Ferdynand IV – 1653–1654
- Cesarz Ferdynand III – 1654–1657
- Cesarz Leopold I – 1657–1705
- Cesarz Józef I – 1705–1711
- Cesarz Karol VI – 1711–1722

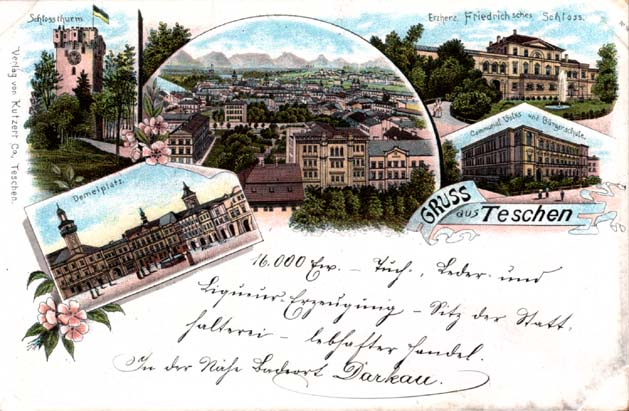
Kartka pocztowa z 1900 r.

- Książę Leopold Lotaryński – 1722–1729
- Cesarz Franciszek Stefan Lotaryński – 1729–1765
- Cesarz Józef II – 1765–1766
- Arcyksiężna Maria Krystyna i Książę Albert Sasko-Cieszyński – 1766 – 1798 – 1822
- Arcyksiążę Karol Ludwik – 1822–1847
- Arcyksiążę Albrecht – 1847–1895
- Arcyksiążę Fryderyk – 1895–1918

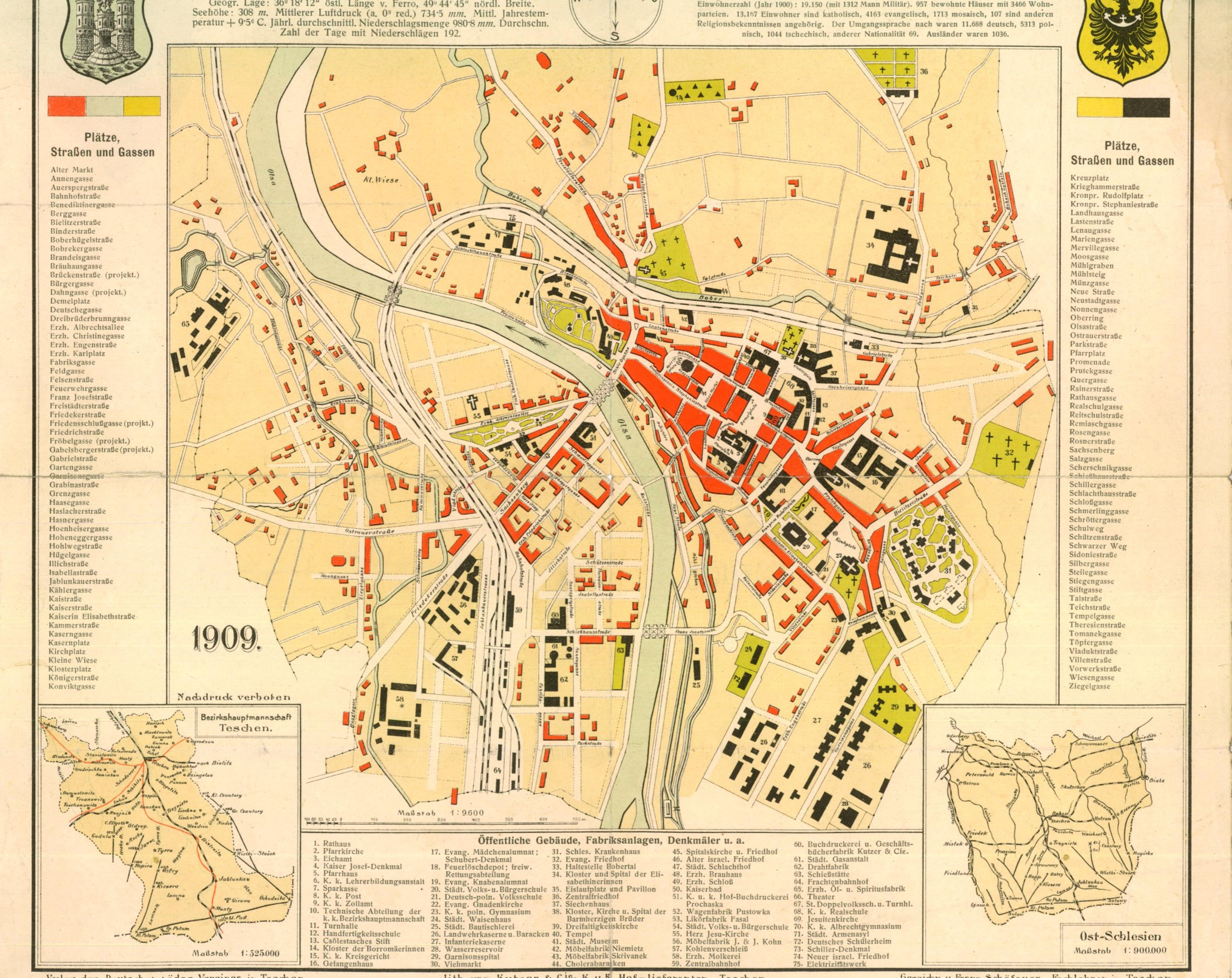
Plan miasta z 1909

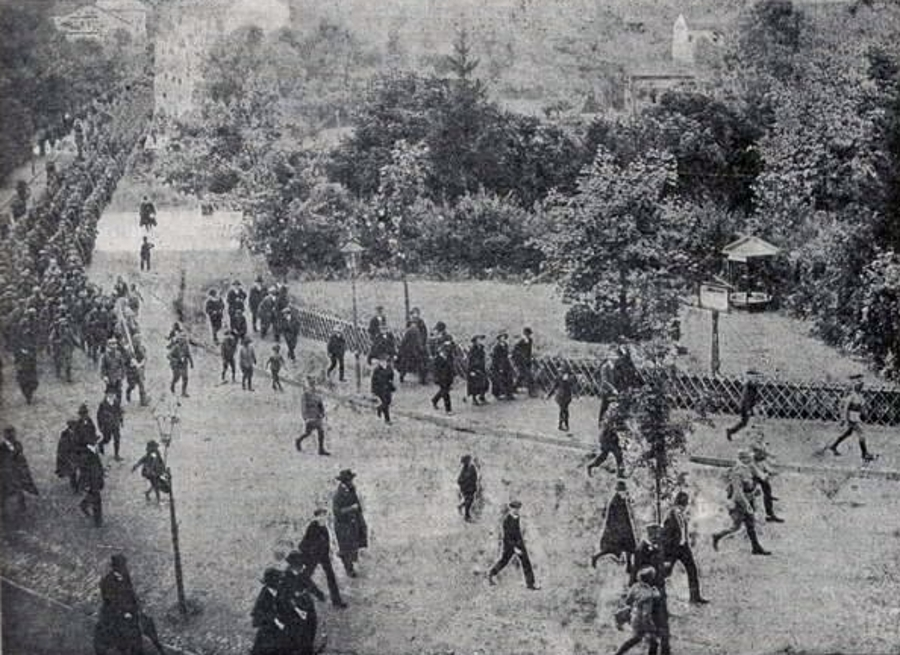
Wymarsz Legionu Śląskiego z Cieszyna w 1914 r.

Zakończenie okresu kontrreformacji pozwoliło na zbudowanie w Cieszynie w latach 1709–1750 dużego kościoła ewangelicko-augsburskiego, który jest dziś największą świątynią luterańską w Polsce. Pozycja miasta wzmocniła się po zakończeniu wojen śląskich w połowie XVIII wieku, w wyniku których Cieszyn, jako jedno z nielicznych miast Śląska, pozostał przy Austrii. 13 maja 1779 podpisano tu pokój pomiędzy Austrią i Prusami, kończący wojnę o sukcesję bawarską. W latach 1768–1771 Cieszyn stał się też główną siedzibą konfederatów barskich. Powolny powrót do świetności miasta przerwała seria kataklizmów (w tym trzęsienia ziemi). Najpoważniejszym z nich był pożar w 1789, który doszczętnie strawił niemal całe miasto. Przez 11 lat Cieszyn podnosił się z gruzów, a większość ze zbudowanych wtedy budynków przetrwała do dziś. W 1783 Cieszyn został siedzibą obwodu cieszyńskiego, jednego z ośmiu na jakie podzielono nowo powstałe gubernium morawsko-śląskie.
Przełom XVIII i XIX wieku to gwałtowny rozwój życia kulturalno-oświatowego Cieszyna. W 1802 ks. Leopold Szersznik tworzy muzeum (obecnie Muzeum Śląska Cieszyńskiego), uznawane dziś za pierwsze publiczne muzeum na ziemiach polskich. W 1806 Fabian Beinhauer, zaproszony z Opawy przez Szersznika, założył pierwszą w Cieszynie drukarnię, którą jeszcze w tym samym roku odsprzedał Tomaszowi Prochasce, drukarzowi przybyłemu z Pragi. Do I wojny światowej w Cieszynie uruchomiono 8 zakładów drukarskich, wydających publikacje w kilku językach. Miasto stało się dzięki temu jednym z ważniejszych ośrodków drukarstwa śląskiego.
W 1805, w wyniku zagrożenia Wiednia przez wojska napoleońskie, do Cieszyna przenosi się dwór cesarski i rząd monarchii austriackiej. W ten sposób przez pewien czas Cieszyn był stolicą cesarstwa, nie przyniosło to jednak miastu żadnych wymiernych korzyści. W 1839 ostatecznie rozebrano piastowski zamek, a na Górze Zamkowej, z polecenia księcia Karola Habsburga, zbudowano klasycystyczny pałac (tzw. Nowy Zamek) z dużym parkiem (w tej formie Góra przetrwała do dziś). W 1836 po raz kolejny pożar strawił część śródmieścia, w tym piękny ratusz, który odbudowano w 1846 (po odbudowie ratusz pozostał w niezmienionej formie do dziś). W 1846 powstał również, działający do dziś, browar książęcy u stóp Góry Zamkowej. W okresie Wiosny Ludów Cieszyn staje się ważnym ośrodkiem polskiej myśli narodowej. W 1848 zaczęła wychodzić tu pierwsza polska gazeta. W tym samym roku utworzono powiat polityczny Cieszyn. W 1872 Cieszyn stał się siedzibą Wikariatu Generalnego dla Śląska Austriackiego. W 1869 do Cieszyna dociera pierwsza linia kolejowa, a wokół zbudowanego dworca na zachodnim brzegu Olzy (dzisiejszy Czeski Cieszyn) rozpoczyna się budowa dzielnicy przemysłowej. Rozwój przemysłowy miasta nie przebiegał jednak tak szybko jak choćby w niedalekim Bielsku, co spowodowało powolną utratę znaczenia gospodarczego Cieszyna w regionie. Pozostawał on jednak nadal ważnym ośrodkiem administracyjnym i kulturalno-oświatowym.
Według austriackiego spisu ludności z 1900 w 979 budynkach w Cieszynie na obszarze 677 hektarów mieszkało 18 581 osób, co dawało gęstość zaludnienia równą 2744,6 os./km², z tego 12 873 (69,3%) mieszkańców było katolikami, 4019 (21,6%) ewangelikami, 1666 (9%) wyznawcami judaizmu a 23 (0,1%) innej religii lub wyznania, 10 510 (56,6%) było niemiecko-, 5950 (32%) polsko-, 1050 (5,7%) czesko- a 69 (0,4%) innojęzycznymi. Do 1910 liczba budynków wzrosła do 1230 a mieszkańców do 22 489 (na obszarze 669 ha, gęstość zaludnienia 3361,6 os./km²), z czego 21 550 było zameldowanych na stałe, 13 254 (61,5%) było niemiecko-, 6832 (31,7%) polsko-, 1437 (6,7%) czeskojęzycznymi, a 27 (0,1%) posługiwało się jeszcze innym językiem, 15 138 (67,3%) było katolikami, 5137 (22,8%) ewangelikami, 37 (0,2%) kalwinistami, 2112 (9,4%) żydami a 65 (0,3%) osób było jeszcze innej religii lub wyznania. Z tego po odliczeniu części miasta, które w 1920 przypadły Czechosłowacji (Brandys, Kamieniec i Saska Kępa) i stacjonującej tu armii (w sile 1992 mężczyzn) Cieszyn miałby w 1910 403 hektary (60,4%), 13 660 mieszkańców (60,7% populacji miasta, gęstość zaludnienia 3389,6 os./km²), w tym 13043 zameldowanych na stałe, 8969 (65,7%) katolików, 3288 (24,1%) protestantów, 1363 (10%) żydów, 40 (0,3%) innych religii, 8618 (63,1%) niemiecko-, 3935 (28,8%) polsko-, 482 (3,5%) czeskojęzyczynych i 8 posługujących się innym językiem. Gdyby do tego doliczyć jeszcze miejscowości, które w latach późniejszych włączono w państwie polskim do granic Cieszyna (Błogocice, Bobrek, Boguszowice, Gułdowy, Kalembice, Krasna, Marklowice, Mnisztwo i Pastwiska) to obszar wyniósłby 2915 hektarów, populacja 19587, gęstość zaludnienia 671,9 os./km², z czego 12 773 (65,2%) katolików, 5355 (27,3%) protestantów, 1413 (7,2%) żydów, 46 (0,2%) innych religii, 9210 (47%) niemiecko-, 9097 (46,4%) polsko-, 611 (3,1%) czeskojęzycznych i 8 posługujących się innym językiem. W 1911 powstaje w mieście linia tramwajowa, łącząca dworzec kolejowy z centrum Cieszyna (linia uległa likwidacji w 1921).

### I wojna światowa
W okresie I wojny światowej stacjonowały tu duże ilości wojsk austriackich, przez pewien okres Cieszyn był także siedzibą ich Sztabu Generalnego. Z Cieszyna pochodziło wielu żołnierzy Legionów Piłsudskiego, a sam Józef Piłsudski bywał zresztą w mieście. Do legionów wcielono uformowany w Cieszynie przez śląską sekcję Polskiego Towarzystwa Gimnastycznego Sokół tzw. Legion Śląski pod dowództwem Hieronima Przepilińskiego. Legioniści śląscy brali udział między innymi w bitwie pod Mołotkowem oraz w bitwie pod Kostiuchnówką, gdzie poległ dowódca kompanii, porucznik Jan Łysek.
Legion śląski upamiętnia pomnik w Cieszynie tzw. Nike cieszyńska autorstwa znanego rzeźbiarza Jana Raszki z Ropicy, który był jednym z weteranów tej jednostki.

### Po I wojnie światowej

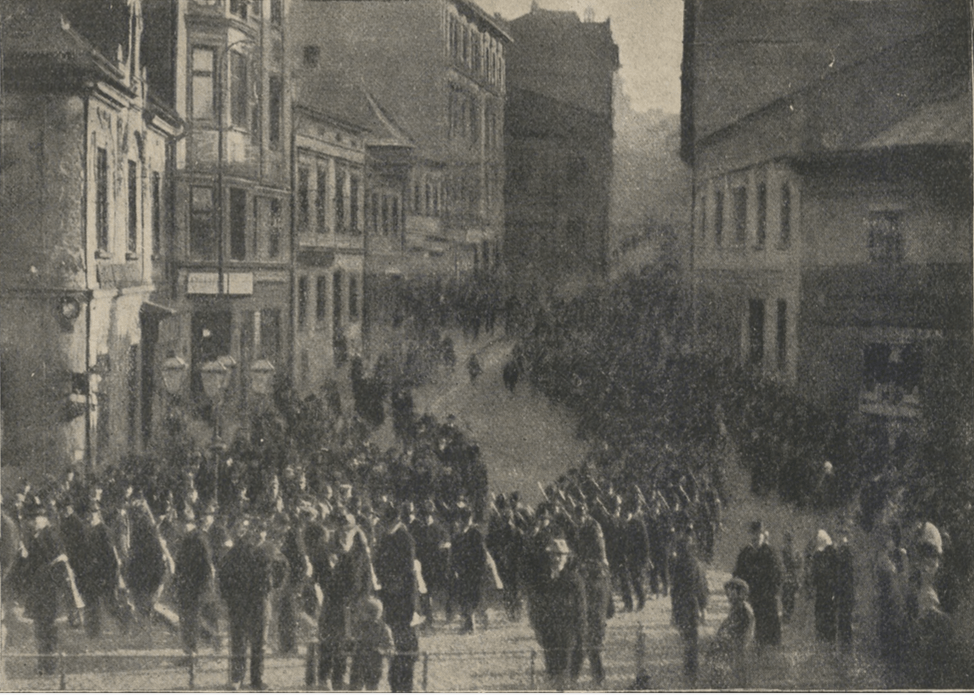
Pochód Milicji Polskiej Śląska Cieszyńskiego na ulicach Cieszyna 1918.

Po upadku cesarstwa i zakończeniu I wojny światowej Cieszyn, jak i cały Śląsk Cieszyński, stał się terytorium spornym pomiędzy Polską i Czechosłowacją. W październiku 1918 w Cieszynie powstała Rada Narodowa Księstwa Cieszyńskiego, a także podporządkowana jej Milicja Polska Śląska Cieszyńskiego oraz tworzące się oddziały Wojska Polskiego , natomiast organem reprezentującym Czechów został Zemský národní výbor pro Slezsko. 5 listopada 1918 r. lokalne władze polskie i czeskie doszły do porozumienia o tymczasowe rozgraniczenie administracji polskiej i czechosłowackiej w oparciu o kryterium etniczne, na podstawie którego 77% powierzchni Śląska Cieszyńskiego miało do czasu rozstrzygnięcia sporu przez władze centralne przypaść Polsce.
23 stycznia 1919 r. doszło do wybuchu wojny polsko-czechosłowackiej. Wykorzystując zaangażowanie odradzającego się państwa polskiego w powstanie wielkopolskie i walki o Lwów, regularne wojsko czeskie dokonało zbrojnej agresji na administrowaną przez Polskę część Śląska Cieszyńskiego i w tydzień wyparła Polaków na linię Wisły. Spór graniczny został umiędzynarodowiony i stał się przedmiotem konferencji pokojowej w Paryżu, gdzie Ententa wymusiła na obu stronach zawieszenie broni i wytyczyła nową linię demarkacyjną wzdłuż Kolei Koszycko-Bogumińskiej. Kilka miesięcy później po nieudanych rozmowach polsko-czeskich w Krakowie ogłosiła plebiscyt w sprawie przynależności regionu. Z powodu narastającej agresji między Polakami i Czechami zrezygnowano z organizacji plebiscytu. Ostatecznie spór pomiędzy Czechami, a Polakami został rozstrzygnięty dopiero przez Radę Ambasadorów 28 lipca 1920 roku na międzynarodowej konferencji w Spa, która arbitralnie podzieliła Śląsk Cieszyński. Samo miasto Cieszyn zostało podzielone geograficznie wzdłuż rzeki Olzy, bez kryterium etnicznego: w czeskiej części (którą nazwano wkrótce Czeski Cieszyn – Český Těšín) znalazł się dworzec kolejowy, centrala wodociągowa i gazownia; w polskiej części pozostała historyczna starówka z rynkiem i zamkiem, elektrownia, teatr, budynki urzędowe, szkoły i świątynie.
W okresie międzywojennym stacjonował w miejscowości komisariat Straży Granicznej.

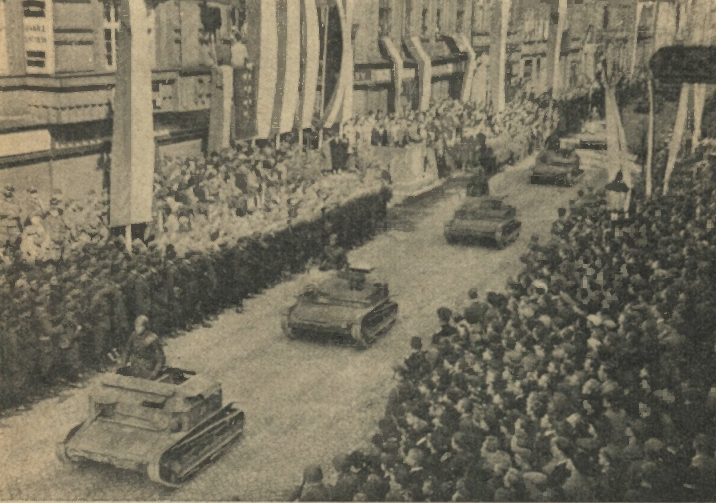
Wejście Wojska Polskiego do Cieszyna w 1938 roku

Oddzielenie Cieszyna od dworca kolejowego i terenów przemysłowych zahamowało rozwój miasta. Mieszkańcy zostali odcięci od zakładów przemysłowych pozostałych po czeskiej stronie, a mieszkańcy Czeskiego Cieszyna od miejsc pracy w kulturze, oświacie i urzędach. Miasto polskiej części Śląska, pozbawione odpowiedniego połączenia z resztą Polski, znalazło się na jej peryferiach i w ciągu paru lat stało się peryferyjnym miastem, zamieszkanym głównie przez emerytów i rencistów zdegradowanym do roli niedoszłego letniska. Co prawda w latach 1938–1945 Cieszyn i Czeski Cieszyn znów połączono w jedno miasto (w październiku 1938 wojska polskie zajęły tzw. Zaolzie wraz z Czeskim Cieszynem, natomiast we wrześniu 1939 cały tzw. Śląsk Cieszyński został włączony do III Rzeszy), jednak po zakończeniu II wojny światowej podział przywrócono.

### Okres po II wojnie światowej
Miasto zostało zdobyte 3 maja 1945 roku przez oddziały 1 armii gwardii 4 Frontu Ukraińskiego. Po 1945 roku zmieniła się struktura narodowościowa miasta. Niemcy uciekli lub zostali wypędzeni tuż po wojnie, społeczność żydowska wyjechała lub została zabita w czasie wojny, wielu Polaków przybyło z innego terenu, a inni Polacy wyjechali z miasta na Zachód. Cieszyn stał się jednokulturowy. Po 1945 r. nie rozwijał się tak dynamicznie, jak inne miasta Śląska. Znany był głównie z największego przejścia granicznego na południowej granicy i wyrobów średniej wielkości zakładów przemysłowych („Olza”, Fabryka Maszyn Elektrycznych „EMA-Celma”, Zakłady Przemysłu Dziewiarskiego „Juvenia”, Zakłady Doświadczalne Telemechaniki Górniczej „Elektrometal”, „Polifarb Cieszyn”, „FACH”, „Cefana”, Wytwórnia Naczyń Stołowych „Polwid”, Zakłady Sprzętu Elektrogrzejnego „Termika”, „Zampol”). Znaczenie administracyjno-polityczne stracił na rzecz pobliskiego miasta Bielsko-Biała, zaś jako stolica kulturalna regionu odrodził się dopiero w latach 90 XX w.
11 czerwca 1945 r., dzień po zajęciu przez czechosłowackie wojsko niektórych terenów Śląska podczas konfliktu granicznego, Marszałek Polski Michał Rola-Żymierski rozkazał 1 Drezdeńskiemu Korpusowi Pancernemu przemieszczenie się na linię Cieszyn–Prudnik.
W latach 1945–1991 ochronę granicy pełniły strażnica Wojsk Ochrony Pogranicza i 42 Batalion WOP. Z dniem 16.05.1991 roku strażnica została przejęta przez Straż Graniczną. Strażnicę rozformowano 15.10.2002 roku. Po rozszerzeniu strefy Schengen o Polskę i Czechy w 2007 r. zezwolono na przekraczanie granicy polsko-czeskiej w dowolnym miejscu, tym samym z krajobrazu Śródmieścia zniknęły stalowe wiaty osłaniające kontrolowanych na granicznych mostach.

### Jubileusz 1000-lecia założenia Cieszyna
- Jakub Schickfus – autor prac poświęconych prawu i filozofii, stwierdził, że założenie Cieszyna musiało przypaść na rok ok. 810 r. Następcy Schickfusa nie mieli wątpliwości, że Cieszyn został założony przez księcia Cieszymira w 810 r., co oznaczało, że Cieszyn jest najstarszym miastem na Górnym Śląsku[44].

Władze Cieszyna podjęły decyzję świętowania jubileuszu założenia miasta na kilka lat przed 1810 r. Utworzono w tym celu specjalny fundusz. Główne uroczystości zaplanowano na dzień 22 lipca – święto Marii Magdaleny, patronki cieszyńskiego kościoła parafialnego. Zaproszenie do udziału wystosowano do wszystkich; ewangelików i Żydów, stanów szlacheckich, władz sąsiednich miast z całego Śląska Austriackiego, pruskiego Śląska, Moraw i Galicji. Dla przybyłych gości zabrakło miejsca w zajazdach, niektórzy więc obozowali na rynku pod podcieniami. Świętowanie rozpoczęły poranne nabożeństwa w świątyniach wszystkich wyznań, na których głoszono uroczyste kazania we wszystkich językach. Świeckie obchody, rozpoczęto poprzedniego wieczora o godzinie dziewiątej; przy wtórze bicia dzwonów i wystrzałów moździerzy, przez iluminowane miasto przemaszerował uroczysty „capstrzyk”. 22 lipca o godzinie 5:30 odbyła się procesja z kościoła parafialnego ulicą Głęboką do kościoła św. Jerzego. W kościele parafialnym o godzinie 8.00 odprawiono mszę zakończoną kazaniem wygłoszonym w języku niemieckim przez Jerzego Józefa Zaugeliusa ze Strassburga, a o godzinie 10.00 mszę, z polskim kazaniem proboszcza z Frysztatu dr. Mateusza Opolskiego. Następnie do kościoła parafialnego dołączyły procesje z pozostałych kościołów i odśpiewano uroczyste „Te Deum”. O godzinie 13.00 władze miasta wydały uroczysty obiad w budynku nowej słodowni. Na tę uroczystość zostali zaproszeni jedynie duchowni oraz inni goście – władze miasta, cechów oraz 12 najstarszych obywateli Cieszyna (razem około 200 osób). Po obiedzie amatorska grupa muzyczna zagrała „Pory roku” Josepha Haydna, a następnie o godzinie 20.00, w słodowni odbył się całonocny bal dla całego mieszczaństwa.

### Jubileusz 1200-lecia założenia Cieszyna
Rok 2010 był rokiem, w którym obchodzono 1200. rocznicę założenia Cieszyna. Patronat honorowy nad wszystkimi wydarzeniami objęli premier Rzeczypospolitej Polskiej Donald Tusk oraz przewodniczący Parlamentu Europejskiego Jerzy Buzek.
W ramach obchodów jubileuszu w Cieszynie zorganizowano kilkadziesiąt wydarzeń, m.in.:
- Festiwal Kulinarny Cieszyńskie Smaki (12 czerwca 2010)
- Jubileuszowy Koncert Galowy w Kościele Jezusowym, w wykonaniu Narodowej Orkiestry Symfonicznej Polskiego Radia z Katowic, pod batutą Krzysztofa Pendereckiego (27 lipca 2010)
- EUROCON – najważniejszy europejski konwent miłośników literatury, filmu, Internetu i gier dotyczących science fiction (26 – 29 sierpnia 2010)
- 67. Tour de Pologne UCI PRO TOUR – trasa IV etapy wyścigu kolarskiego z Tychów do Cieszyna (4 sierpnia 2010)

## Dzielnice i osiedla
Po podziale miasta w 1920 Cieszyn w granicach Polski miał początkowo 424 hektary, jednak stopniowo powiększał się poprzez włączanie sąsiednich, związanych z miastem wsi. Najpierw przyłączono Błogocice w 1923 (przed 1920 część Sibicy), potem Bobrek w 1932, w 1973 Boguszowice, Gułdowy, Kalembice, Krasną, Mnisztwo oraz Pastwiska, w 1977 Marklowice. Miejscowości te stanowią dziś integralne części miasta i nie mają własnych samorządów. Ich nazwy nadal funkcjonują, często w połączeniu z nazwą miasta (np. Cieszyn-Boguszowice) oraz jako jednostki urbanistyczne w planach zagospodarowania przestrzennego, jednak ich granice nie zawsze pokrywają się z granicami historycznymi dawnych miejscowości.
W obrębie miasta Cieszyna, najczęściej na otaczających śródmieście wzgórzach, zbudowano w drugiej połowie XX wieku kilka osiedli mieszkaniowych: os. Mały Jaworowy (tzw. „ZOR”, w granicach historycznego Bobrka – lata 50.), os. Liburnia (na Frysztackim Przedmieściu, lata 70. i 80.), os. Podgórze (tzw. „Banotówka”, w dawnych granicach Bobrka – lata 70. i 80.), os. Piastowskie (lata 80.), os. Bobrek Zachód (lata 80. i 90.) i os. Bobrek Wschód (lata 90.).
Ludność poszczególnych jednostek urbanistycznych w latach 1985 i 1997:

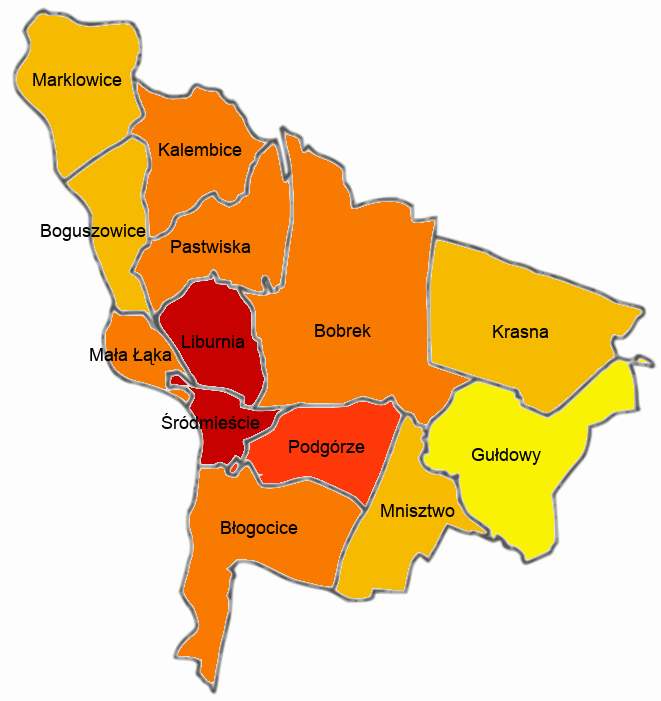
Gęstość zaludnienia w 1997:
0-99
100-499
500-1999
2000-4999
5000+

     0-99
     100-499
     500-1999
     2000-4999
     5000+
| Jednostka urbanistyczna    | Ludność w 1985 | Ludność w 1997 |
| -------------------------- | -------------- | -------------- |
| Śródmieście (Stare Miasto) | 7185           | 6053           |
| Mała Łąka                  | 575            | 436            |
| Liburnia                   | 9227           | 9571           |
| Bobrek                     | 2344           | 3040           |
| Podgórze                   | 7598           | 7945           |
| Błogocice                  | 5445           | 5560           |
| Boguszowice                | 430            | 361            |
| Marklowice                 | 590            | 935            |
| Kalembice                  | 765            | 970            |
| Pastwiska                  | 936            | 1712           |
| Krasna                     | 478            | 525            |
| Gułdowy                    | 180            | 193            |
| Mnisztwo                   | 407            | 388            |
| Razem                      | 36163          | 38115          |

## Ważniejsze zabytki

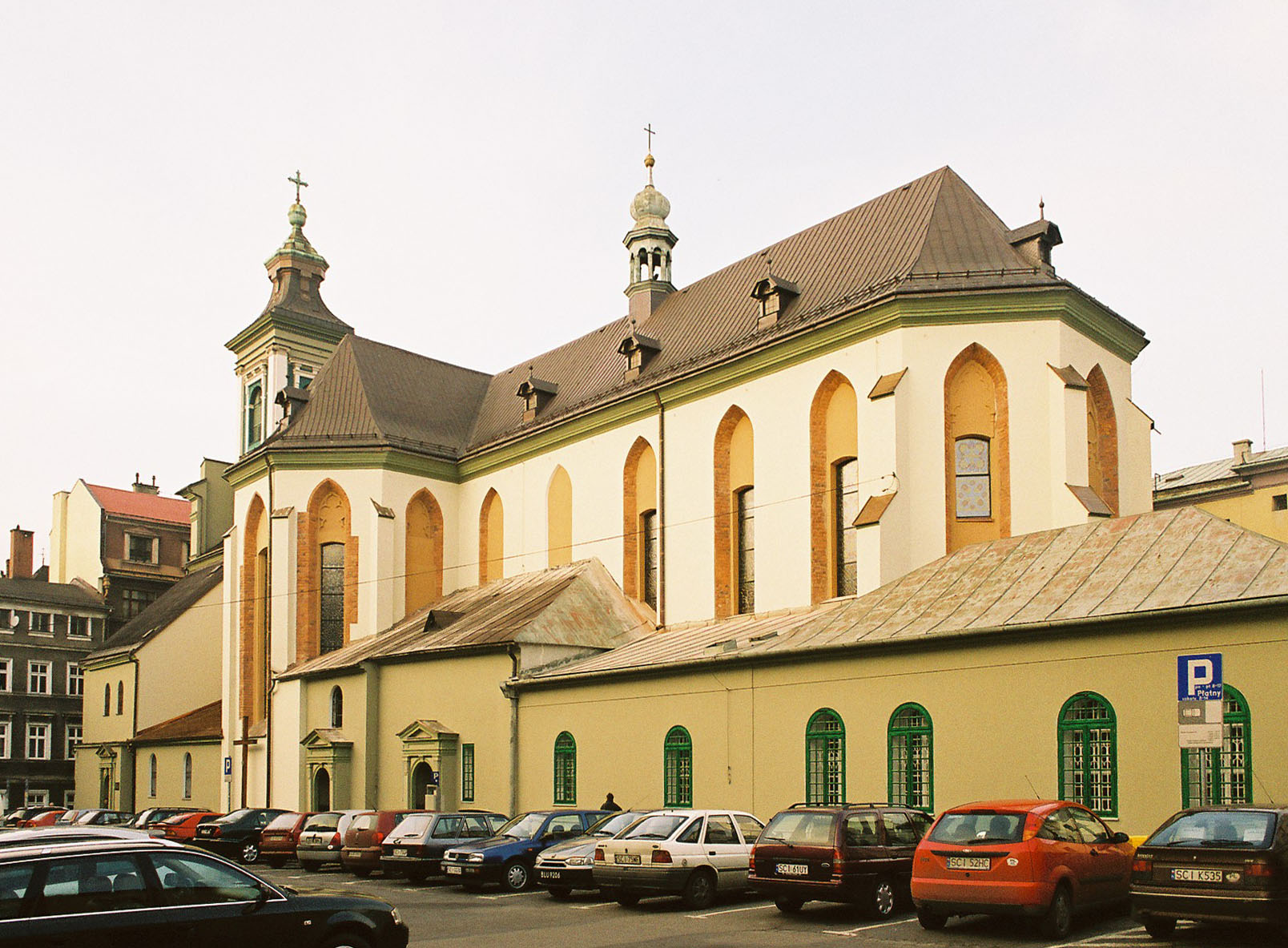
Kościół św. Marii Magdaleny

Ratusz przy cieszyńskim Rynku

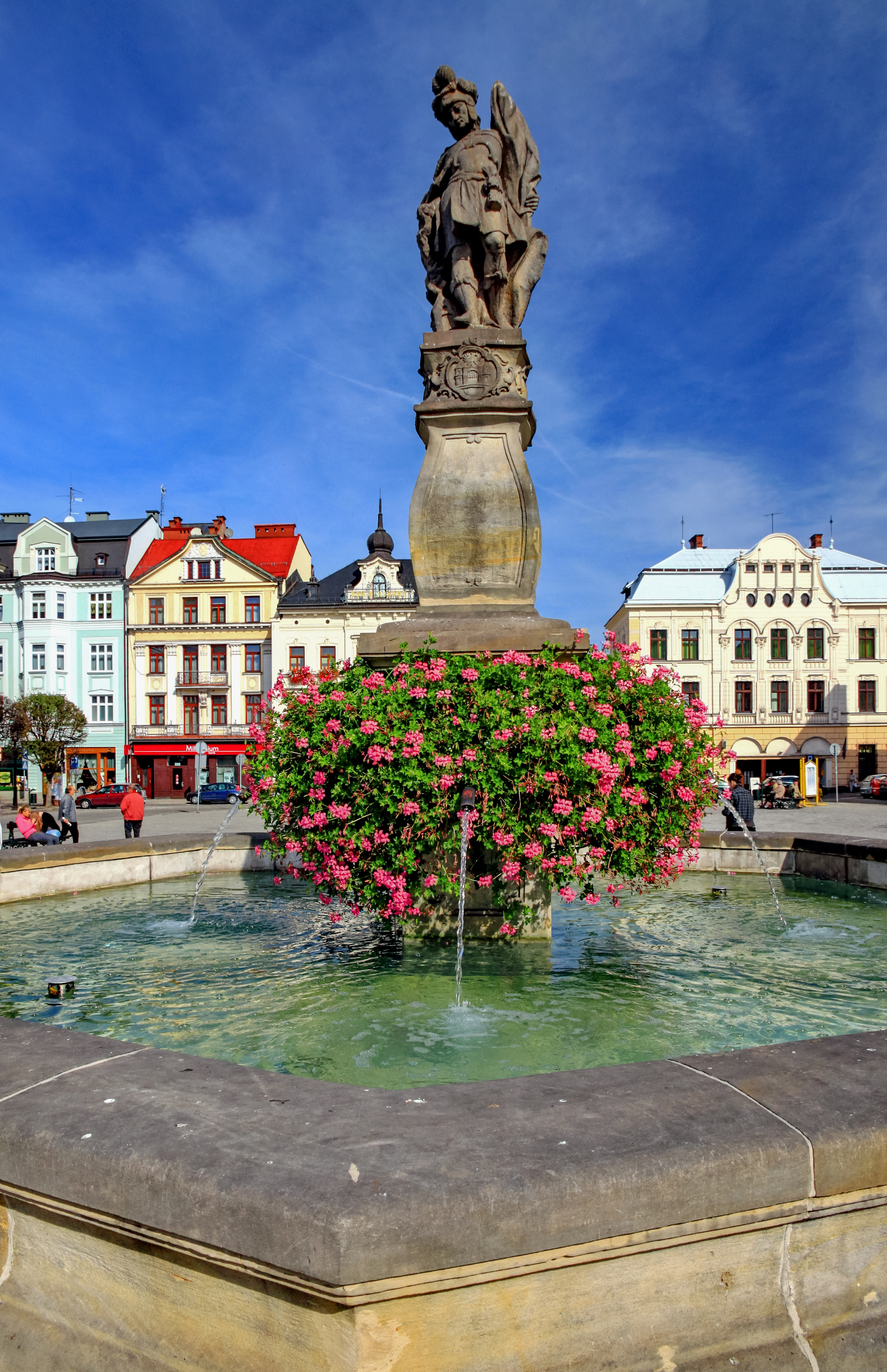
Figura św. Floriana z XVIII wieku – Rynek

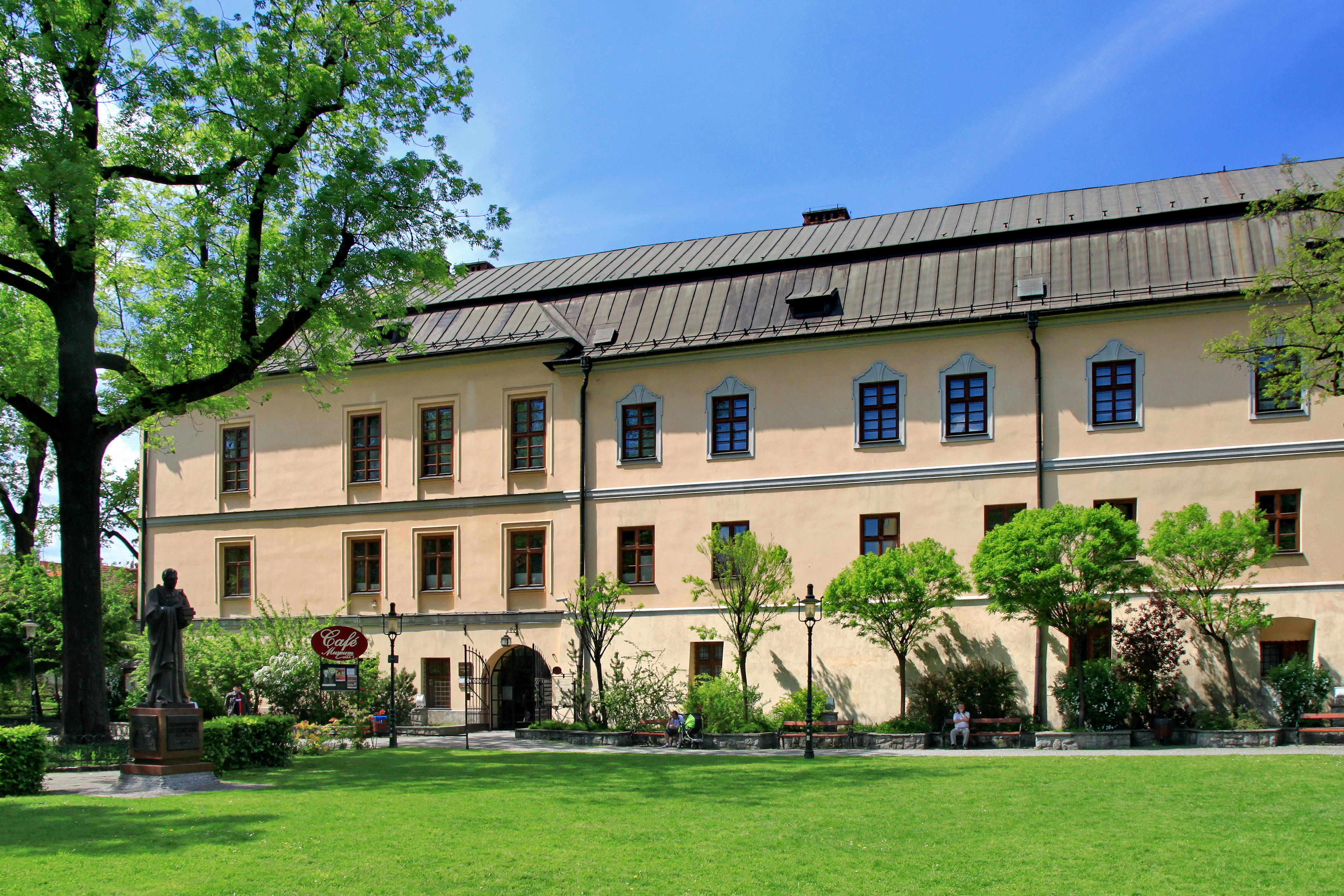
Budynek Muzeum Śląska Cieszyńskiego (Pałac Larischów)

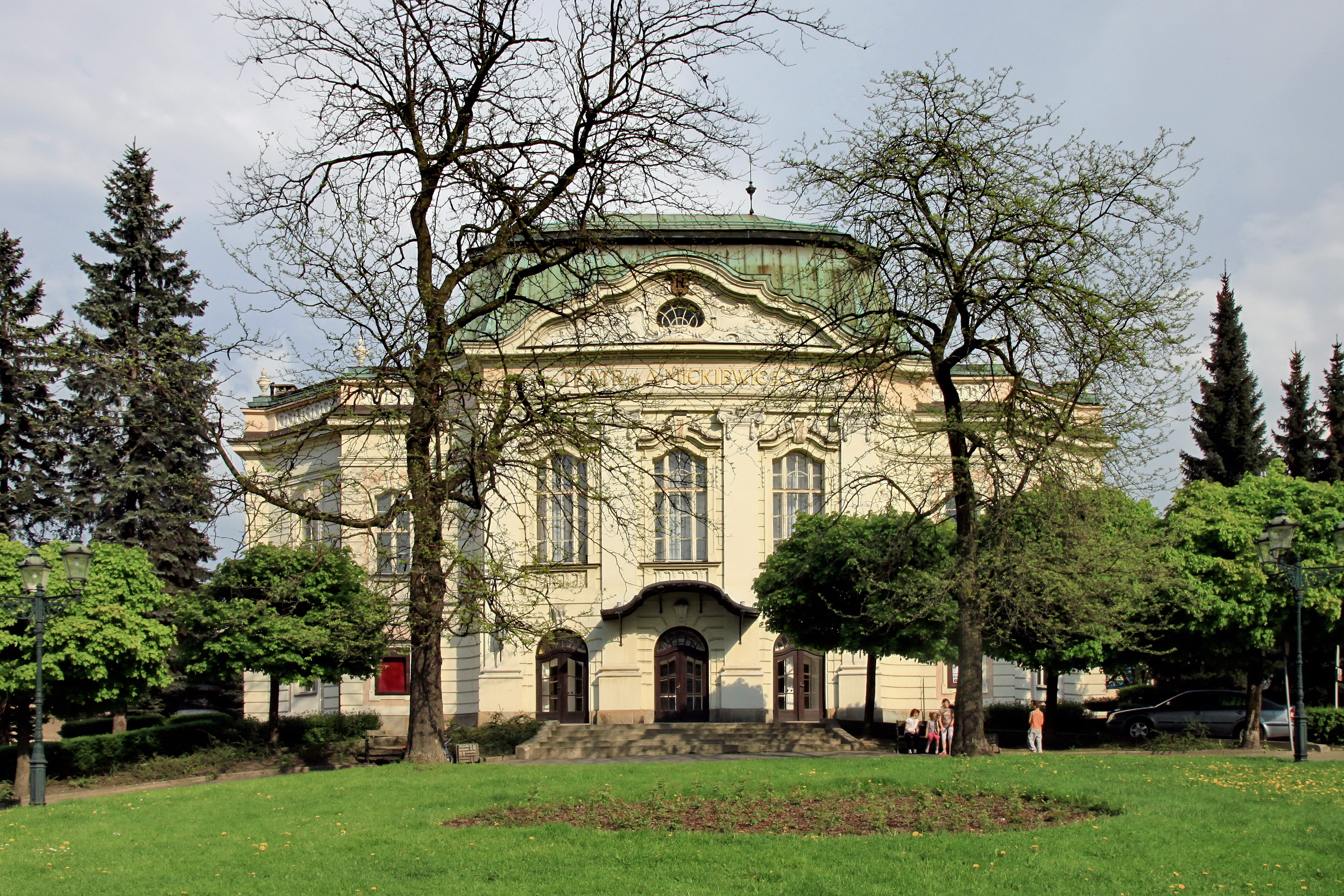
Teatr im. Adama Mickiewicza

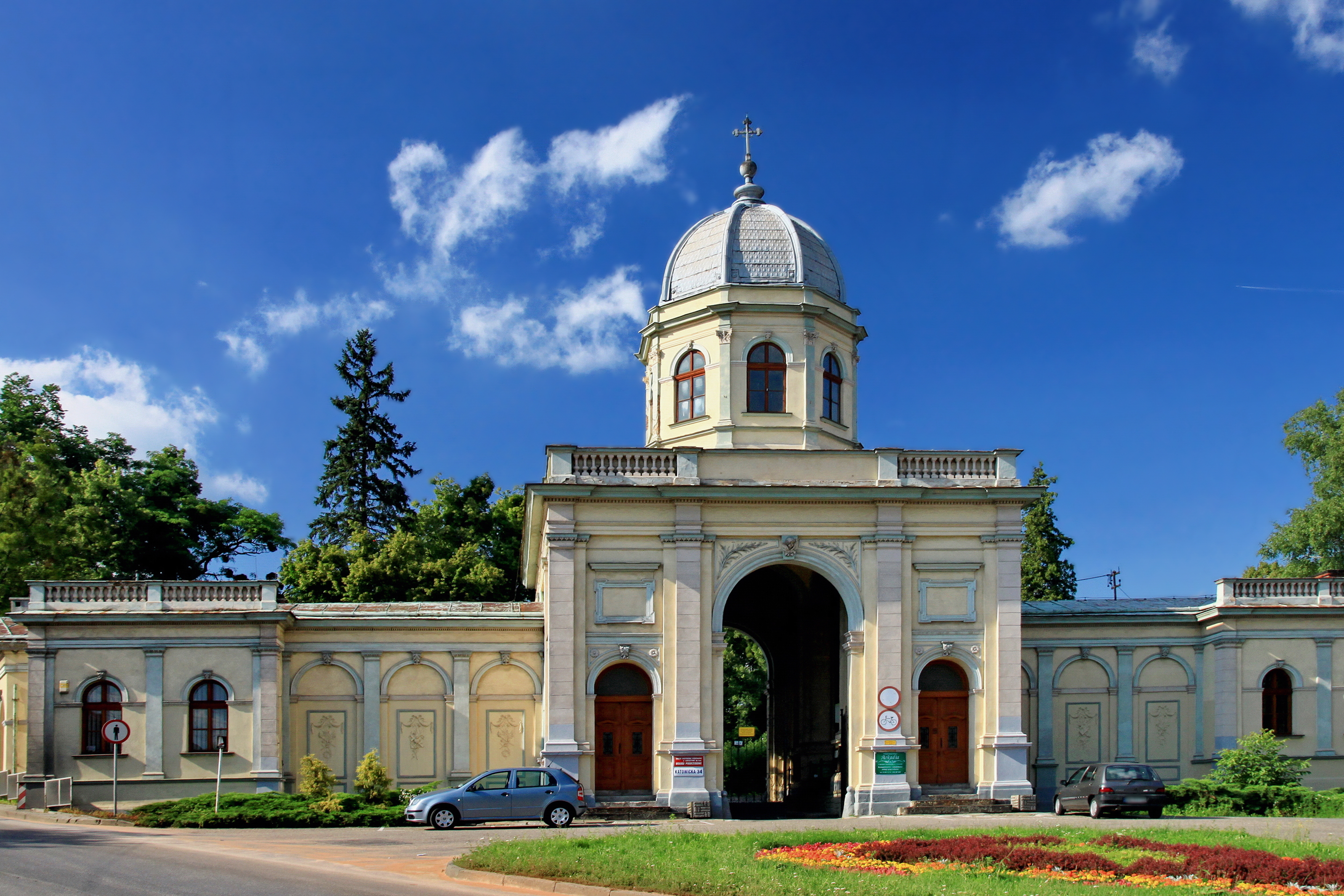
Brama cmentarza komunalnego

W polskiej części miasta znajduje się większość cieszyńskich zabytków, skupionych w zespole przestrzennym Starego Miasta oraz na Górze Zamkowej. Do najbardziej rozpoznawalnych należą:
- Góra Zamkowa (ul. Zamkowa) – na nim m.in.:
  - Rotunda św. Mikołaja z XI w., romańska,
  - Wieża Piastowska, gotycka wieża zamkowa z XIV w.,
  - Pałac Habsburgów z XIX w.,
  - Zamek w Cieszynie, piastowski
  - Park angielski z pomnikami przyrody;
- kościół parafialny św. Marii Magdaleny (pl. Dominikański), dawniej dominikański – jeden z najstarszych kościołów w Cieszynie; elementy gotyckie z przełomu XIII/XIV wieku, przebudowany po pożarze w końcu XVIII w.; wystrój barokowy z XVIII wieku;
- kościół św. Jerzego z przełomu XIV i XV w.;
- kościół św. Trójcy (pl. Londzina) – późnorenesansowy z przełomu XVI/XVII wieku z neogotycką wieżą;
- zespół klasztorny Ojców Bonifratrów z kościołem Wniebowzięcia NMP z lat 1697–1714, przebudowanym w 1788;
- kościół Jezusowy w Cieszynie (pl. Kościelny), budowa rozpoczęta w 1710, w 1750 dobudowano wieżę; największy kościół ewangelicko-augsburski w Polsce;
- kościół św. Krzyża ojców Franciszkanów (ul. Szersznika), w ciągu zabudowań miejskich – rozbudowany w XVIII w. z XVII-wiecznej kaplicy książęcej; wystrój barokowy, obok klasztor Franciszkanów;
- klasztor i szpital Sióstr Elżbietanek (ul. Liburnia) – pokaźny, stojący na lekkim wzniesieniu neobarokowy zespół klasztorno-szpitalny z początku XX wieku;
- zabudowania Rynku – kamienice, ratusz, hotel „Pod Brunatnym Jeleniem”, fontanna z figurą św. Floriana;
- cieszyńska starówka (czyli układ urbanistyczny miasta Cieszyn) – charakterystyczny układ ulic i placów z historycznymi zabudowaniami m.in. ul. Głębokiej, ul. Menniczej, Starego Targu, ul. Sejmowej, ul. Nowe Miasto, ul. Śrutarskiej oraz mnóstwem zabytkowych kamienic;
- zabudowania ul. Przykopa – położone nad potokiem, zwane też „Cieszyńską Wenecją”;
- Muzeum Śląska Cieszyńskiego – pałac Laryszów (ul. Regera) – najstarsze publiczne muzeum na ziemiach polskich, bardzo bogate zbiory, w tym gotycka rzeźba „Cieszyńskiej Madonny” z ok. 1375 z warsztatu Piotra Parlera; sam budynek z końca XVIII wieku, obok park z lapidarium;
- Studnia Trzech Braci (ul. Trzech Braci) – miejsce legendarnego spotkania założycieli Cieszyna, altanka z XIX wieku;
- stary cmentarz żydowski w Cieszynie (ul. Hażlaska);
- nowy cmentarz żydowski w Cieszynie (ul. Hażlaska);
- Browar Zamkowy Cieszyn (ul. Dojazdowa) – browar działający niezmiennie od 1846;
- Teatr im. Adama Mickiewicza[51] (pl. Teatralny) – pseudobarokowy budynek w stylu wiedeńskim z początku XX wieku;
- zabudowania Górnego Rynku, ul. Kochanowskiego, ul. Garncarskiej i ul. Wyższa Brama – kamienice, głównie z przełomu XIX i XX wieku;
- dwór w Błogocicach (ul. Żeromskiego) – dwór szlachecki z XVI-XIX wieku;
- cmentarz komunalny (ul. Katowicka);
- cmentarz ewangelicko-augsburski (ul. Bielska).
- 59 zabytków modernizmu[52]

Pełna lista zabytków:
 Pamiątką po Polskiej Rzeczypospolitej Ludowej jest charakterystyczne tylko dla Cieszyna oznakowanie wpisanych do rejestru zabytków obiektów, kowalsko opracowanymi tablicami z napisem „Zabytek kultury polskiej”, niezgodnych z wówczas i dziś obowiązującymi przepisami ochrony zabytków (np. w podcieniach Rynku).

## Cieszyn dziś

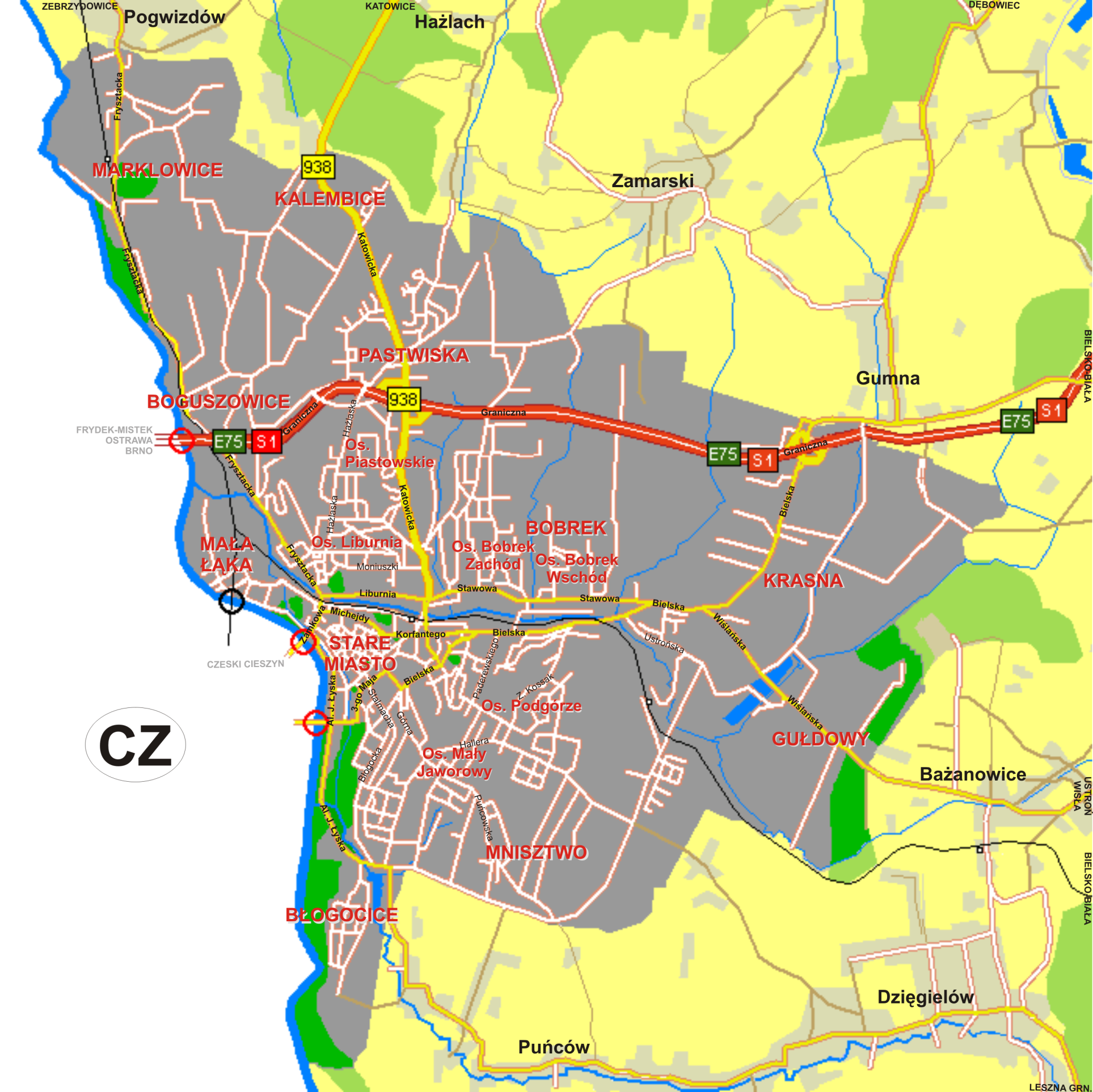
Plan miasta

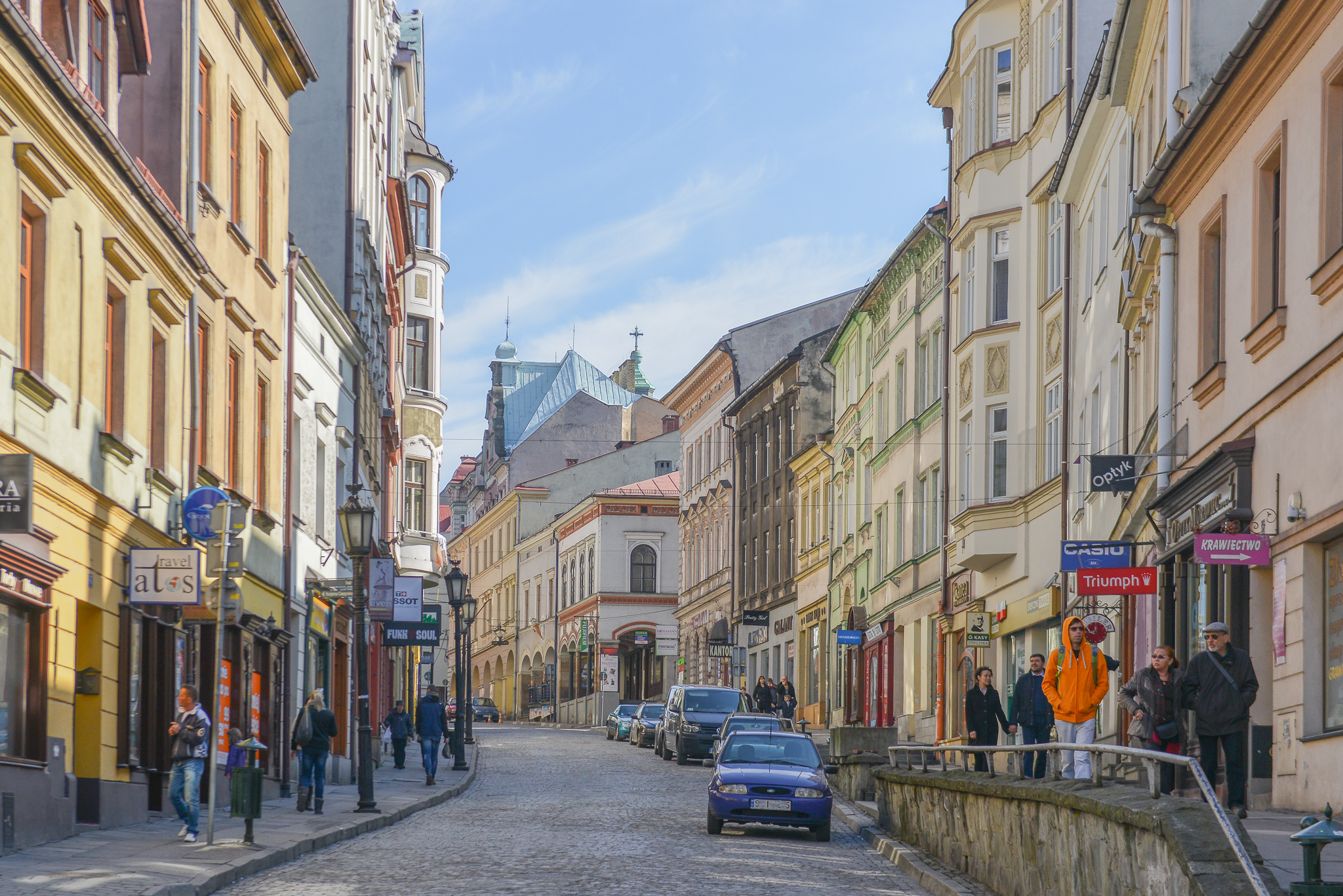
Ulica Głęboka

Obecnie Cieszyn, pomimo niewielkich rozmiarów, jest ważnym ośrodkiem kulturalnym, administracyjnym i oświatowym. Jest też ważnym punktem na transportowej mapie Europy. Ponadto jest też popularnym ośrodkiem handlowym, głównie wśród obywateli Czech.
Jest stolicą powiatu cieszyńskiego i siedzibą Euroregionu Śląsk Cieszyński. Miasto jest również ważnym ośrodkiem bielskiego okręgu przemysłowego. Znajduje się tu wydział Uniwersytetu Śląskiego, co roku odbywają się festiwale takie jak: Międzynarodowy Festiwal Teatralny „BEZ GRANIC”, Przegląd Filmowy „Kino Na Granicy” („Kino na Hranici”) – prezentujący filmy czeskie, polskie, słowackie i węgierskie, czy Festiwal Muzyki Wokalnej „Viva il canto”. W latach 2002–2005 odbywał się w Cieszynie jeden z największych w Polsce festiwali filmowych „Era Nowe Horyzonty”, który bardzo spopularyzował miasto. Od 2006 w wakacje odbywa się Festiwal Filmowy „Wakacyjne Kadry”. Ponadto funkcjonuje tu szereg instytucji i organizacji kulturalnych (w tym teatr oraz nowatorski Zamek Cieszyn).
Położenie u stóp Beskidu Śląskiego, bezpośrednio na granicy, przy linii kolejowej, drodze ekspresowej S52, a także atrakcyjny wygląd historycznego centrum z malowniczym rynkiem i dużą ilością zabytków, daje Cieszynowi spore perspektywy rozwoju. Staje się on coraz bardziej popularnym ośrodkiem turystycznym i kulturalnym, co częściowo rekompensuje upadek miejscowego przemysłu w latach 90. i brak dużych inwestycji gospodarczych. Miejscowa gospodarka nastawiona jest obecnie głównie na handel i usługi.
W Cieszynie funkcjonuje również folklorystyczny Zespół Pieśni i Tańca Ziemi Cieszyńskiej im. Janiny Marcinkowej, który ma na swoim koncie wiele osiągnięć, nie tylko w Polsce, ale także poza jej granicami (Czechy, Słowacja, Niemcy, Ukraina. Finlandia, Szwecja, Belgia, Francja, Węgry, Bułgaria, Rumunia, Grecja, Turcja, Włochy, Wielka Brytania, Macedonia i inne). W skład zespołu wchodzą: dorosła grupa taneczna, Dziecięcy Zespół Pieśni i Tańca, Chór Jubileuszowy, Kapela, Kapela młodzieżowa.
W Cieszynie znajduje się również Muzeum Drukarstwa, które zostało wpisane na Szlak Zabytków Techniki Województwa Śląskiego. Wizyta w muzeum przeniesie nas w dawne czasy, a wszystkie zaprezentowane maszyny drukarskie, urządzenia zecerskie i introligatorskie są nadal w pełni sprawne.

## Przyroda
Cieszyn jest miastem z dużą ilością terenów zielonych 6,40 km² (23% powierzchni miasta), z czego lasy zajmują jedynie 2,06 km² (7% powierzchni). Tereny zurbanizowane, szczególnie okolice centrum miasta i pobocza dróg, są silnie zadrzewione. Na terenie Cieszyna znajduje się obecnie 47 pomników przyrody, skupiających łącznie 109 drzew 28 różnych gatunków i odmian. Ponadto na terenie miasta istnieją 3 florystyczne rezerwaty przyrody, których głównym zadaniem jest ochrona populacji cieszynianki wiosennej oraz naturalnych grądów:
- Rezerwat przyrody Lasek Miejski nad Puńcówką
- Rezerwat przyrody Lasek Miejski nad Olzą
- Rezerwat przyrody Kopce

Zwraca też uwagę ciekawa cieszyńska fauna, bowiem oprócz pospolitych na obszarach miejskich gatunków zwierząt można tu często spotkać sarny, jeże wschodnie i zające szaraki, które poprzez rezerwaty przyrody trafiają pomiędzy zabudowania centrum miasta. Ponadto na terenie miasta, głównie w rezerwatach, spotkać można borsuki i piżmaki, wiele rzadkich gatunków ptaków (np. czaple, pustułki, puszczyki), płazów (np. salamandry, rzekotki drzewne) oraz gadów (zaskrońce, czasem żmije zygzakowate).
Najgrubszy pomnik przyrody w Cieszynie to rosnący na ulicy Sportowej jesion wyniosły o obwodzie pnia 540 cm.

## Turystyka

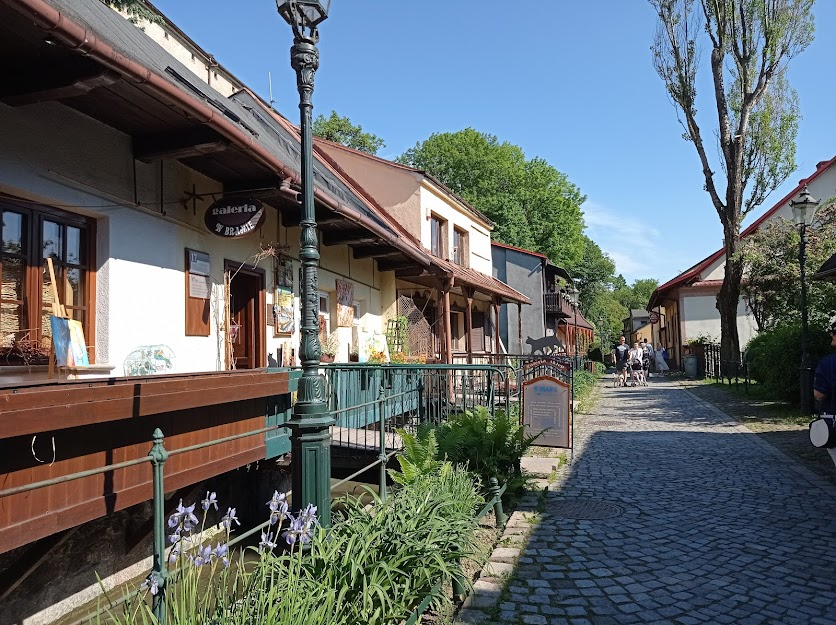
Ulica Przykopa

Przez miejscowość przechodzą następujące trasy rowerowe:
- czerwony Główny Karpacki Szlak Rowerowy (621 km)
- czerwona trasa rowerowa nr 24 (Pętla rowerowa Euroregionu Śląsk Cieszyński)
- żółta trasa rowerowa nr 11 – Cieszyn – Skoczów – Landek (39 km)
- Międzynarodowy Szlak Rowerowy Greenways Kraków – Morawy – Wiedeń

Miasto wyznakowało w terenie 6 pieszych tras spacerowych:
- czerwona śródmiejska trasa spacerowa
- czerwona trasa spacerowa krawędziowa
- żółta trasa spacerowa widokowa
- zielona trasa spacerowa rezerwatów
- czarna trasa spacerowa Bobrecka
- niebieska trasa spacerowa osiedlowa

## Transport

### Transport drogowy

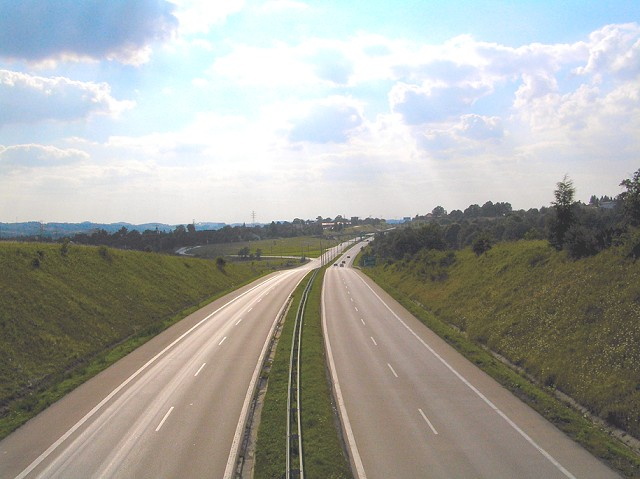
Droga ekspresowa S52 na terenie Cieszyna

Cieszyn jest położony na szlaku tranzytowym z południa na północ Europy, przy międzynarodowej drodze E75, ściślej: przy drodze ekspresowej S52. Na jego terenie do 21 grudnia 2007 znajdowały się trzy drogowe przejścia graniczne do Czech, przy czym Cieszyn-Boguszowice było największym przejściem drogowym na granicy polsko-czeskiej. Przejścia te zostały zlikwidowane na mocy Układu z Schengen. Innymi ważnymi drogami na terenie miasta jest droga wojewódzka nr 938 do Pawłowic, będąca najkrótszym połączeniem miasta z GOP i ROW oraz droga wojewódzka nr 944 do Bielska-Białej (tzw. „stara jedynka”). Drogi powiatowe prowadzą do Ustronia, Dębowca i Lesznej Górnej.
Sieć dróg miejskich jest dobrze rozwinięta, jednak na obszarze cieszyńskiej starówki istnieją znaczne ograniczenia w ruchu. Niewielka liczba miejsc parkingowych zmusiła władze do pobierania opłat za parkowanie w centrum miasta (strefa płatnego parkowania i system parkomatów).

#### Komunikacja autobusowa
Sieć pozamiejskiej komunikacji autobusowej jest w Cieszynie dobrze rozwinięta. Do końca maja 2012 duży dworzec autobusowy obsługiwał komunikację powiatową oraz wojewódzką. Połączenia obsługiwane były głównie przez spółkę PKS Cieszyn oraz PKS-y z innych miast (np. Kraków i Pszczyna). Ponadto w mieście działa kilku prywatnych przewoźników, m.in. WISPOL (od 30 czerwca 2012 Jaworzynka, Koniaków, Wisła Czarne, Wisła Malinka, Wisła Jawornik, Ustroń Zawodzie, Ustroń Równica), DAS II (od 1 września 2012 Jaworzynka, Koniaków), LINEA TRANS (Bielsko-Biała, Chybie, Brenna, Jastrzębie-Zdrój), TRANSBUS (Gliwice, Wrocław, Leszna Górna, Rudnik, Hażlach), BUS BROTHER (Katowice), Lajkonik Kraków. 28 kwietnia 2018 został otwarty odrestaurowany dworzec kolejowo-autobusowy.

### Transport kolejowy

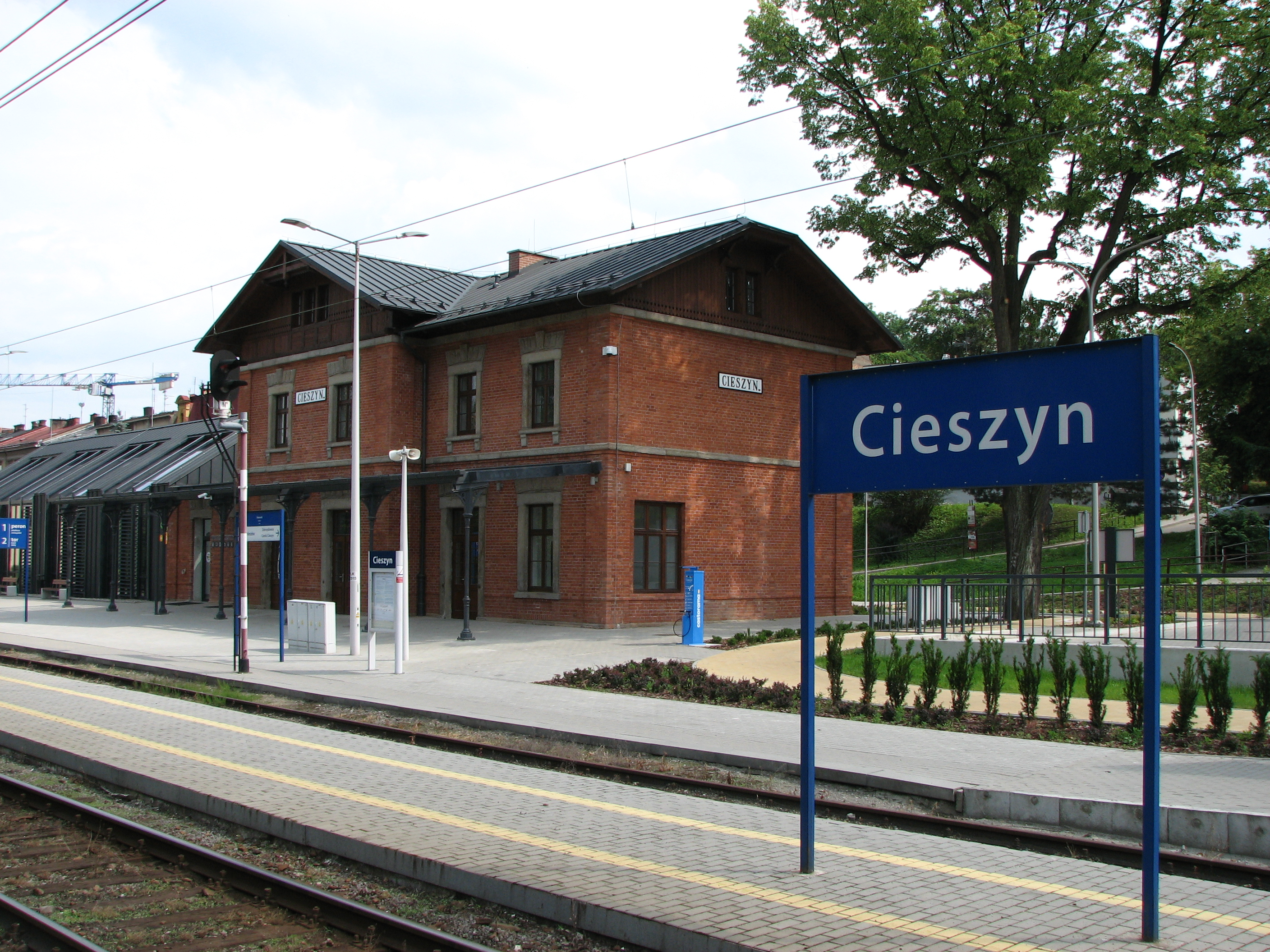
Dworzec kolejowo-autobusowy

Stacja kolejowa w Cieszynie została otwarta 1 lutego 1869, gdy doprowadzono do niej kolej Koszycko-Bogumińską. Gdy w 1888 roku uruchomiono linię z Kojetína na Morawach, przez Cieszyn do Bielska (Kolej Miast Morawsko-Śląskich), Cieszyn stał się ważnym węzłem kolejowym na Śląsku Austriackim. Zbudowano wówczas niewielki przystanek kolejowy Cieszyn-Bobrówka z jednopiętrowym budynkiem z wiatą przystankową od strony jedynego peronu. Przystanek obsługiwał wyłącznie lokalny ruch pasażerski, w założeniach miał spełniać funkcje pomocnicze w stosunku do głównego dworca w lewobrzeżnej części miasta. W 1909 roku władze miasta zdecydowały o wprowadzeniu tramwaju elektrycznego. Ten zaczął funkcjonować od 12 lutego 1911 i wozić pasażerów od dworca kolejowego przez most na Olzie na drugą stronę miasta. Po podziale Śląska Cieszyńskiego 28 lipca 1920 roku stacja kolejowa znalazła się w Czechosłowacji. Po polskiej pozostał jedynie przystanek kolejowy Cieszyn-Bobrówka. Jako przejście graniczne ustanowiony został most kolejowy nad rzeką Olzą. Przystanek został rozbudowany do rangi stacji kolejowej. W 1929 rozpoczęto budowę linii Cieszyn – Zebrzydowice, która została otwarta 10 września 1934 roku. W listopadzie 1938 roku stacja kolejowa po czechosłowackiej stronie została przyłączona tymczasowo do Polski. Pierwszy pociąg towarowy po II wojnie światowej dotarł do stacji 17 października 1945 roku, a regularne kursy na trasie do Bielska podjęto 19 października. Używany po wojnie w ruchu osobowym wyłącznie w latach 1946–1951 odcinek Cieszyn – Český Těšín został zelektryfikowany w roku 1994. 10 stycznia 2009 roku zawieszono przewozy pasażerskie między Cieszynem i Bielskiem, a 13 grudnia 2009 roku połączenia z Czeskim Cieszynem i kursowanie pociągów z Cieszyna do Katowic przez Goleszów. W dalszych latach przewoźnik kolejowy Przewozy Regionalne bezzasadnie dążył do likwidacji połączeń kolejowych w Cieszynie. Następowała dewastacja dworca kolejowego. W dniu 15 lipca 2013 roku podpisano akt notarialny dzięki któremu dworzec został przekazany samorządowi w związku z planowaną budową centrum przesiadkowego. Stacja jest wykorzystywana na linii S58 (Czechowice-Dziedzice – Cieszyn) spółki Koleje Śląskie od dnia 9 grudnia 2012, kiedy spółka ta przejęła obsługę kierunku od Przewozów Regionalnych. 13 grudnia 2015 roku uruchomiono kursy lokalnych pociągów międzynarodowych z Cieszyna do Frýdka-Místka obsługiwanych przez České dráhy wagonem spalinowym.

### Komunikacja miejska

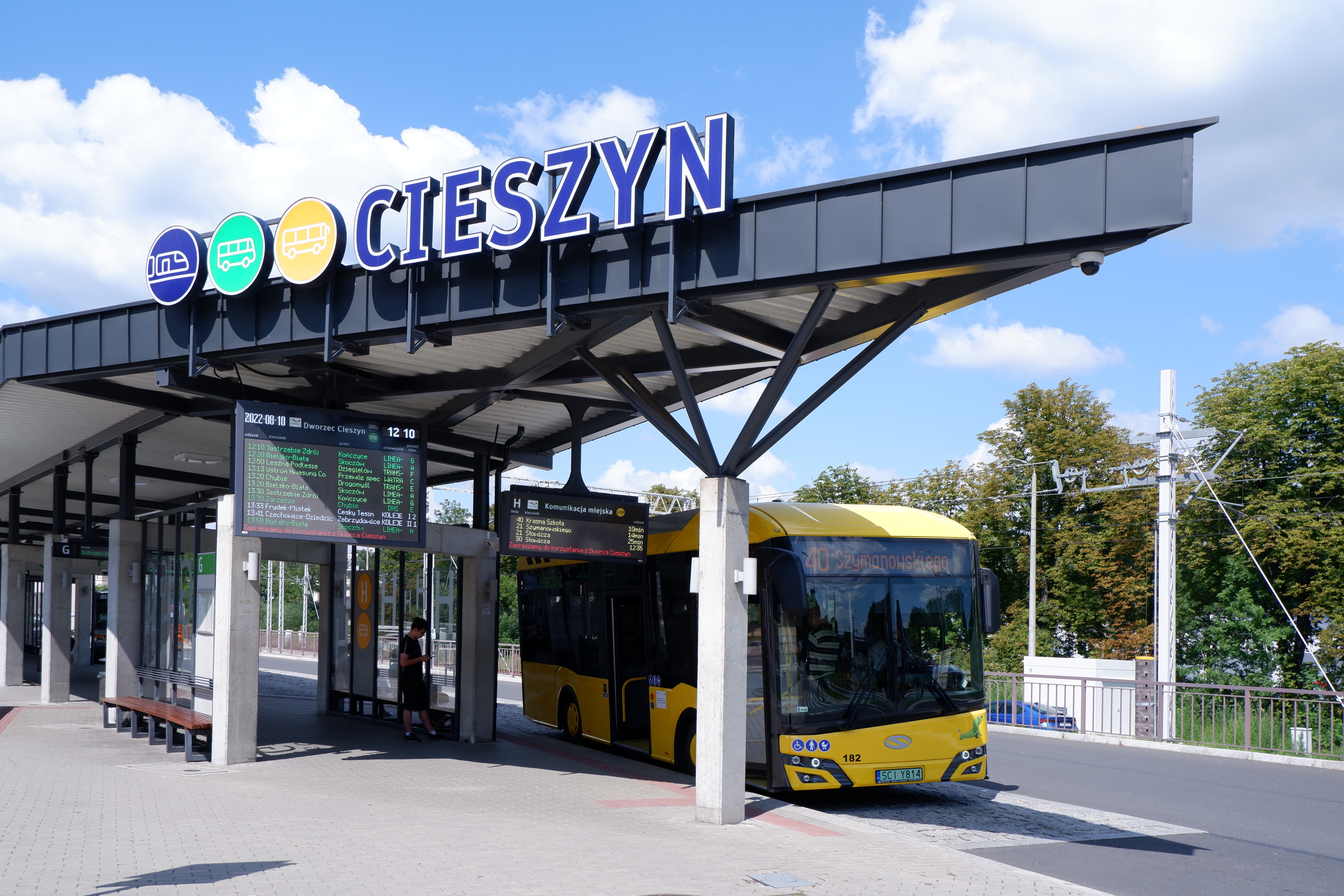
Dworzec autobusowy i Solaris Urbino 9 LE electric na linii nr 40

Cieszyn posiada własną komunikację miejską, którą obsługuje firma budżetowa ZGK, w której skład wchodzi wydział transportu zbiorowego utrzymujący i prowadzący komunikację miejską. ZGK w Cieszynie Sp. z o.o. obsługuje obecnie 9 linii autobusowych (5 miejskich i 4 podmiejskie), łączących osiedla mieszkaniowe (os. Podgórze, os. Mały Jaworowy – tzw. os. ZOR, os. Liburnia, os. Bobrek Wschód, os. Bobrek Zachód, os. Piastowskie), peryferie miasta (Mnisztwo, Krasna, Kalembice, Przedmieście Frysztackie, Boguszowice, Marklowice) oraz częściowo sąsiednie miejscowości – Hażlach, Pogwizdów, Kaczyce i Gumna ze śródmieściem. Do 2003 komunikację w Cieszynie obsługiwała firma MZK w Cieszynie. Od 1 września 2008 ZGK ze względów ekonomicznych zmuszony został do likwidacji dwóch linii nr 4 i 20, które dublowały się z dwiema liniami na dużym odcinku trasy (linia 4 z linią 5 oraz linia 20 z linią 50). 3 września 2012 roku przywrócono dawną linię nr 2, zlikwidowaną 30 grudnia 2002 roku przez nieistniejący już MZK Cieszyn.

## Szkoły

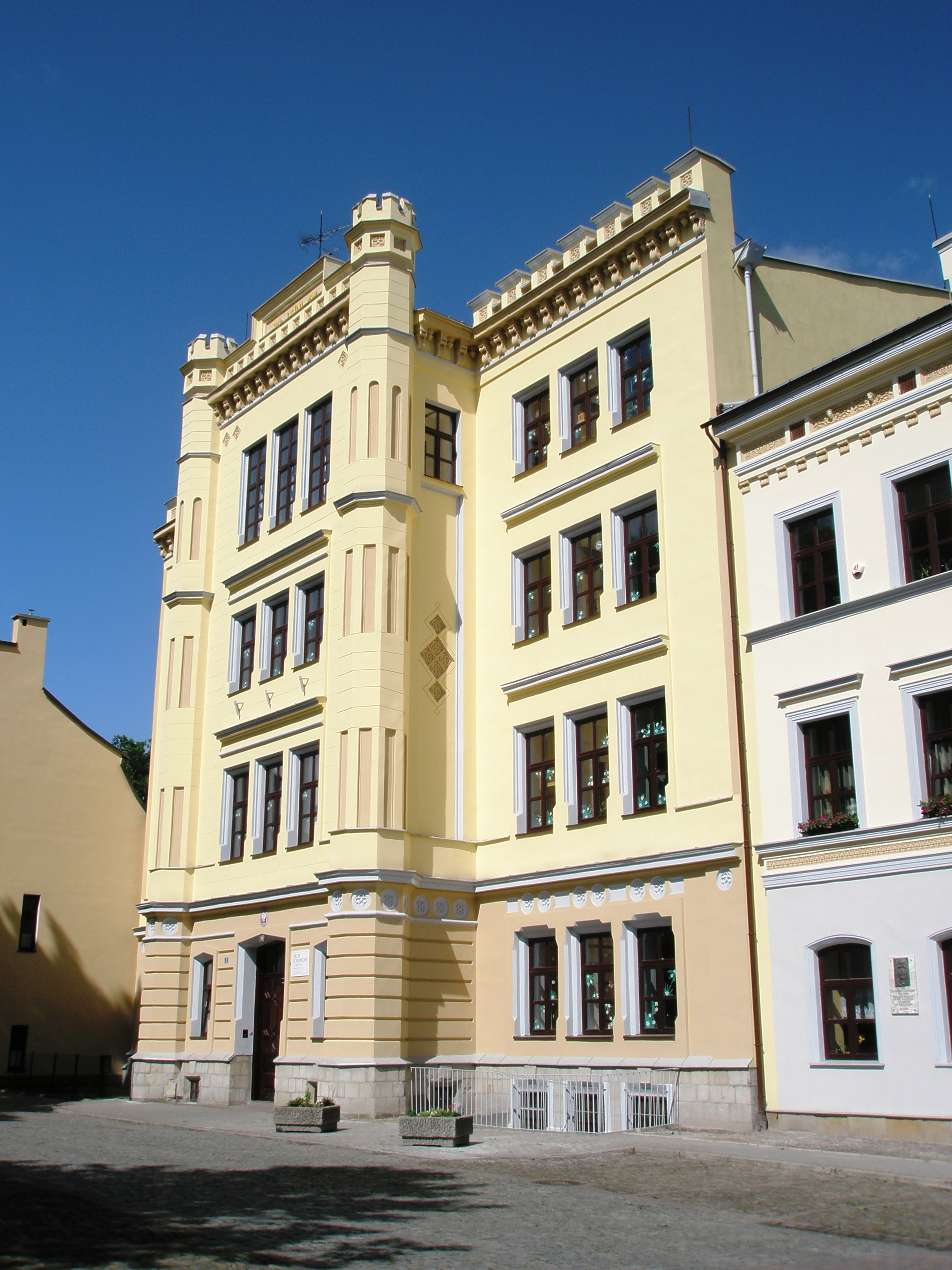
Szkoła Podstawowa Towarzystwa Ewangelickiego

### Szkoły podstawowe
- Szkoła Podstawowa nr 1 w Cieszynie – ul. Matejki 3
- Szkoła Podstawowa nr 2 z oddziałami integracyjnymi w Cieszynie – ul. Chopina 37
- Szkoła Podstawowa nr 3 z oddziałami integracyjnymi im. Janusza Korczaka w Cieszynie – ul. Hallera 8
- Szkoła Podstawowa nr 4 – pl. Wolności 7a
- Szkoła Podstawowa nr 5 – ul. Wojska Polskiego 1
- Szkoła Podstawowa Alternatywna – ul. Czytelni Ludowej 4
- Szkoła Podstawowa nr 6 – ul. Katowicka 68
- Szkoła Podstawowa nr 7 – ul. Bielska 247
- Szkoła Podstawowa Towarzystwa Ewangelickiego – pl. Kościelny 5
- Katolicka Szkoła Podstawowa im. Świętej Rodziny – ul. Błogocka 19

### Gimnazja
W związku z Reformą systemu oświaty z 2017 roku w dniu 1 września 2017 roku wszystkie gimnazja na terenie Polski stają się Szkołą Podstawową.
- Gimnazjum nr 1 w Cieszynie – ul. Matejki 3, wchłonięte przez Szkołę Podstawową nr 1 w Cieszynie
- Gimnazjum nr 2 z Oddziałami Integracyjnymi w Cieszynie im. Jana Kubisza – ul. Szymanowskiego 9, wchłonięte przez Szkołę Podstawową nr 2 w Cieszynie
- Gimnazjum nr 3 z oddziałami integracyjnymi w Cieszynie – ul. Wojska Polskiego 3, przekształcone w Szkołę Podstawową nr 5 w Cieszynie
- Gimnazjum Towarzystwa Ewangelickiego w Cieszynie – ul. Sienkiewicza 2, wygaszone w roku 2019
- Katolickie Gimnazjum im. św. Melchiora Grodzieckiego w Cieszynie – pl. Dominikański 1, wchłonięte przez Katolicką Szkołę Podstawową im. św. Melchiora Grodzieckiego w Cieszynie

### Szkoły ponadpodstawowe

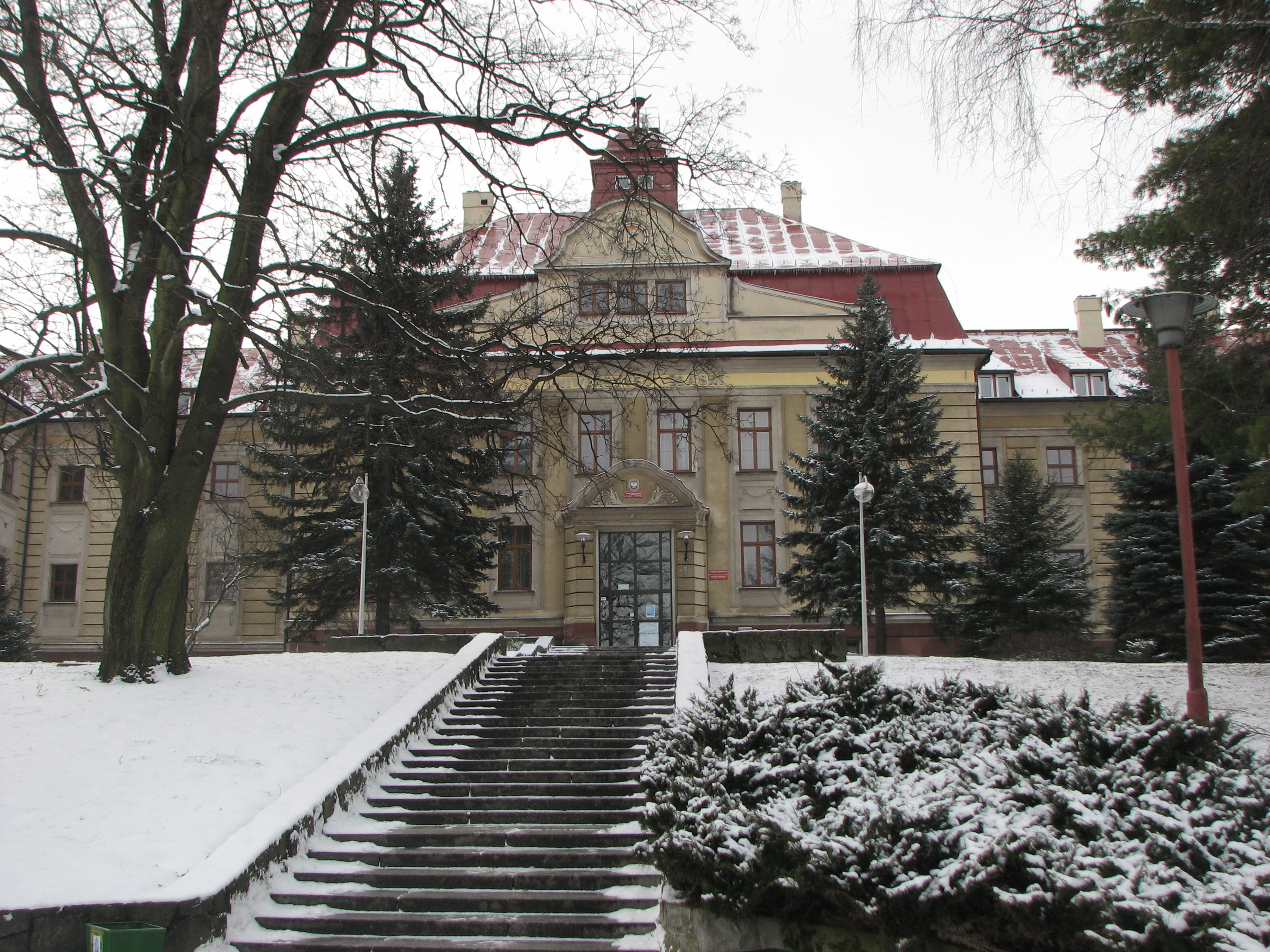
Wydział Sztuki i Nauk o Edukacji Uniwersytetu Śląskiego

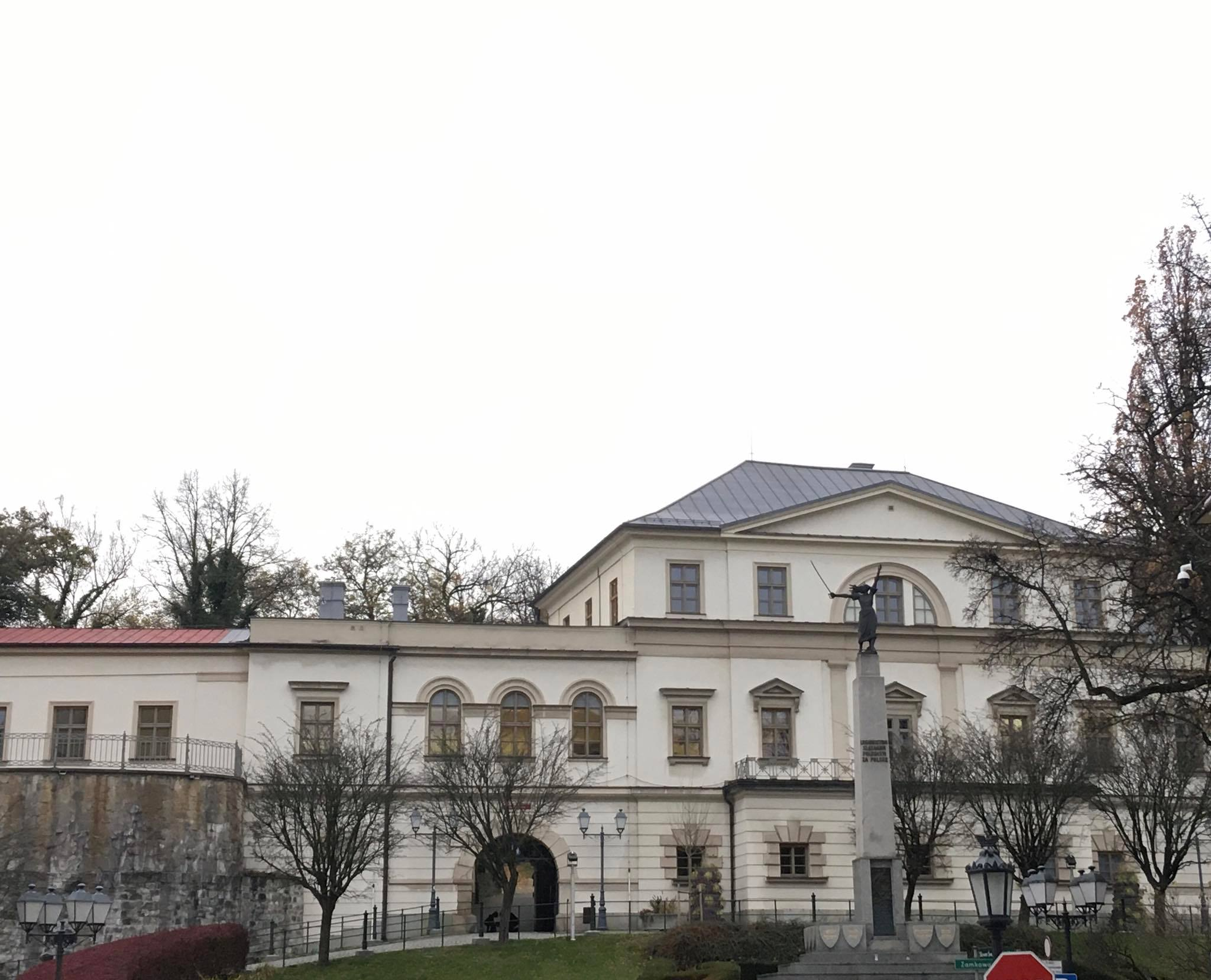
Państwowa Szkoła Muzyczna im. Ignacego Paderewskiego w Cieszynie

- I Liceum Ogólnokształcące im. Antoniego Osuchowskiego
- II Liceum Ogólnokształcące im. Mikołaja Kopernika w Cieszynie
- III Liceum Ogólnokształcące im. Władysława Szybińskiego w Cieszynie
- Zespół Szkół Ponadgimnazjalnych nr 1
- Zespół Szkół Ekonomiczno-Gastronomicznych im. Macierzy Ziemi Cieszyńskiej
- Szkoła Organizacji i Zarządzania w Cieszynie
- Katolickie Liceum Ogólnokształcące im. św. Melchiora Grodzieckiego
- Liceum Ogólnokształcące Towarzystwa Ewangelickiego – ul. Sienkiewicza 2
- Zespół Szkół Budowlanych w Cieszynie – pl. Dominikański 1
- Zespół Szkół Technicznych w Cieszynie – ul. Frysztacka 48
- Zakład Doskonalenia Zawodowego W Katowicach oddział w Cieszynie

### Szkoły wyższe
- Akademia WSB Wydział Zamiejscowy w Cieszynie[71]
- Nauczycielskie Kolegium Języków Obcych
- Wydział Sztuki i Nauk o Edukacji Uniwersytetu Śląskiego

### Szkoły artystyczne
- Państwowa Szkoła Muzyczna im. Ignacego Paderewskiego w Cieszynie

## Wspólnoty wyznaniowe

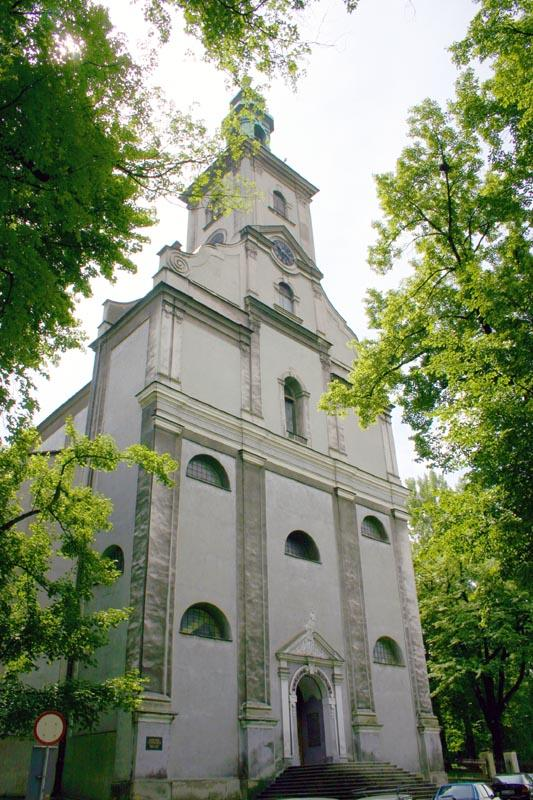
Ewangelicki Kościół Jezusowy

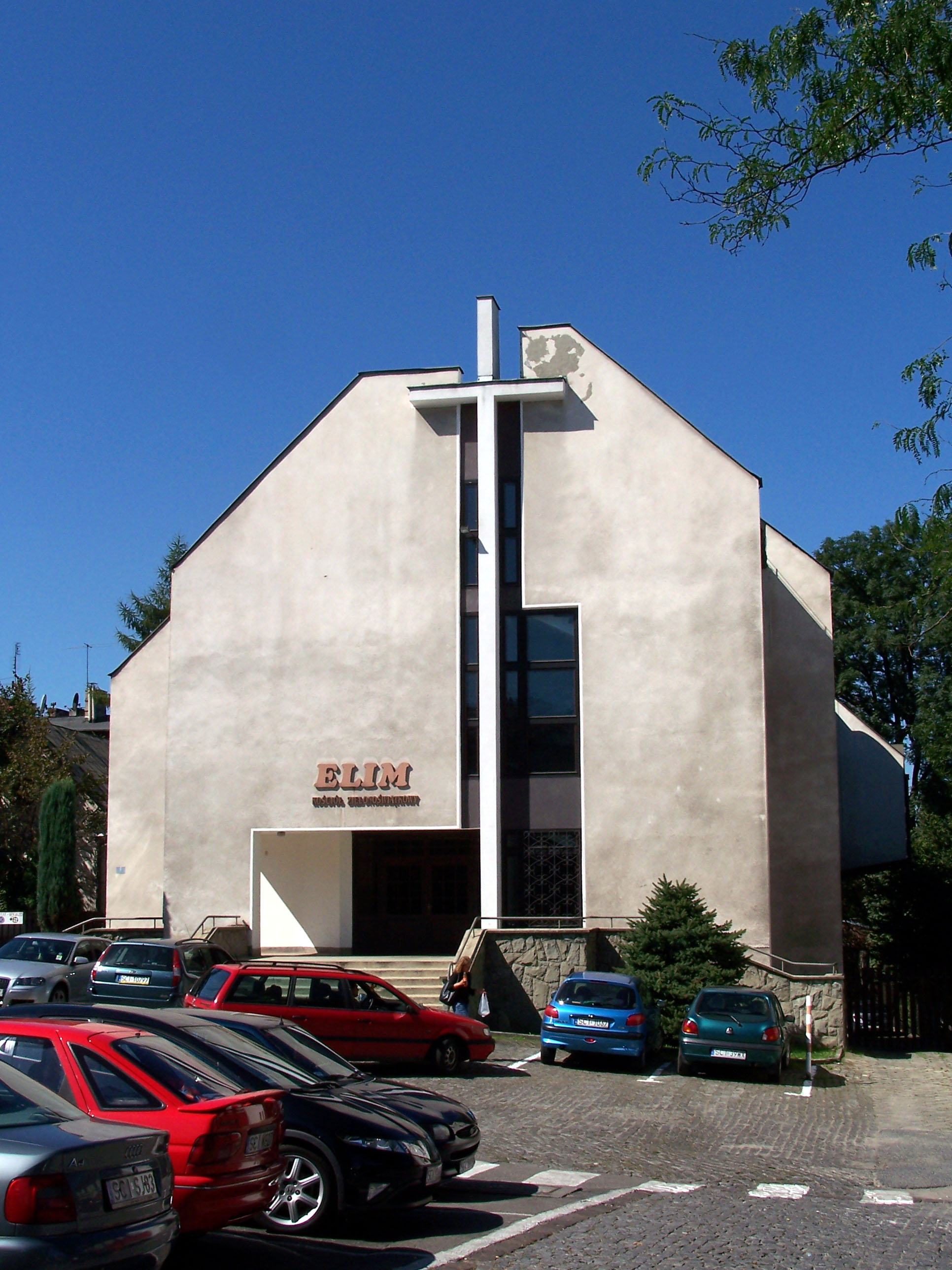
Kościół zielonoświątkowy

Na terenie miasta działalność religijną prowadzą następujące Kościoły i związki wyznaniowe:

### Katolicyzm
- Katolicki Kościół Narodowy w Polsce:

- parafia św. Łukasza Ewangelisty

- Kościół greckokatolicki:

- duszpasterstwo greckokatolickie w Cieszynie, nabożeństwa prowadzone są w kościele rzymskokatolickim św. Krzyża

- Kościół rzymskokatolicki:

- parafia św. Elżbiety
- parafia św. Jerzego
- parafia św. Marii Magdaleny
- parafia Imienia Najświętszej Maryi Panny
- parafia Najświętszego Serca Jezusowego
- parafia Narodzenia św. Jana Chrzciciela
- parafia Opatrzności Bożej

### Protestantyzm
- Centrum Chrześcijańskie Kanaan:

- Kościół Lokalny „Hamer” w Cieszynie

- Kościół Adwentystów Dnia Siódmego w RP:

- zbór w Cieszynie

- Kościół Boży w Chrystusie:

- zbór „Nowe Życie” w Cieszynie

- Kościół Chrześcijan Wiary Ewangelicznej:

- zbór „Dom Na Skale” w Cieszynie

- Kościół Chwały

- Kościół Chwały w Cieszynie

- Kościół Ewangelicko-Augsburski w RP:

- parafia w Cieszynie

- Kościół Wolnych Chrześcijan

- zbór w Cieszynie

- Kościół Zielonoświątkowy:

- Zbór „Elim” w Cieszynie

### Restoracjonizm
- Świadkowie Jehowy:

- zbór Cieszyn-Południe
- zbór Cieszyn-Północ – Sala Królestwa przy ul. Orzeszkowej 52.

## Sport
Pierwsze sekcje sportowe powstały w Cieszynie już pod koniec XIX wieku. 24 października 1891 roku założone zostało Towarzystwo Gimnastyczne „Sokół” w Cieszynie, które propagowało gimnastykę oraz zdrowy, higieniczny styl życia. Organizacja funkcjonowała z inicjatywy lokalnych działaczy: dr Jana Michejdy, ks. Ignacego Świeżego, Adama Sikory, Antoniego Dyboskiego oraz Hilarego Filasiewicza. Funkcjonowała do wybuchu II wojny światowej, po której została zdelegalizowana przez władze komunistyczne PRL, jej działalność została zakazana, a informacje o niej podlegały peerelowskiej cenzurze .
- TS Mieszko Piast Cieszyn
- MTP Delfin Cieszyn – Klub pływacki
- Stowarzyszenie Promocji i Rozwoju Sportów Ekstremalnych
- Cieszyński Klub Hokejowy (na lodzie) (KS Luce Cieszyn)
- Cieszyński Klub Motorowy (CKM Cieszyn)
- MOSiR Cieszyn – Klub Hokeja na trawie
- Cieszyńskie Centrum Snowboardu (CCS Cieszyn)
- Klub motocrossowy „Wiraż” Cieszyn
- Automobilklub Cieszyński
- Cieszyńska Szkoła Karate Kyokushin
- Klub Sportowy „Shindo” Karate Shotokan
- Klub Aikido Cieszyn
- Sekcja Judo
- Stowarzyszenie Koxy Footbag Team Cieszyn
- Strefa Wolności – ścianka wspinaczkowa
- Lodowisko
- Sport Park „Pod Wałką”
- Kąpielisko miejskie
- Hala widowiskowo-sportowa im. Cieszyńskich Olimpijczyków
- Korty tenisowe MOSiR Cieszyn
- Basen Uniwersytetu Śląskiego w Cieszynie
- Basen Szkoły Podstawowej Nr 4 w Cieszynie

W hali wielofunkcyjnej przy Alei Piastowskiej podczas IX Zimowego Europejskiego Festiwalu Młodzieży „Śląsk-Beskidy 2009” odbywały się zawody w łyżwiarstwie figurowym.

## Honorowi obywatele Cieszyna

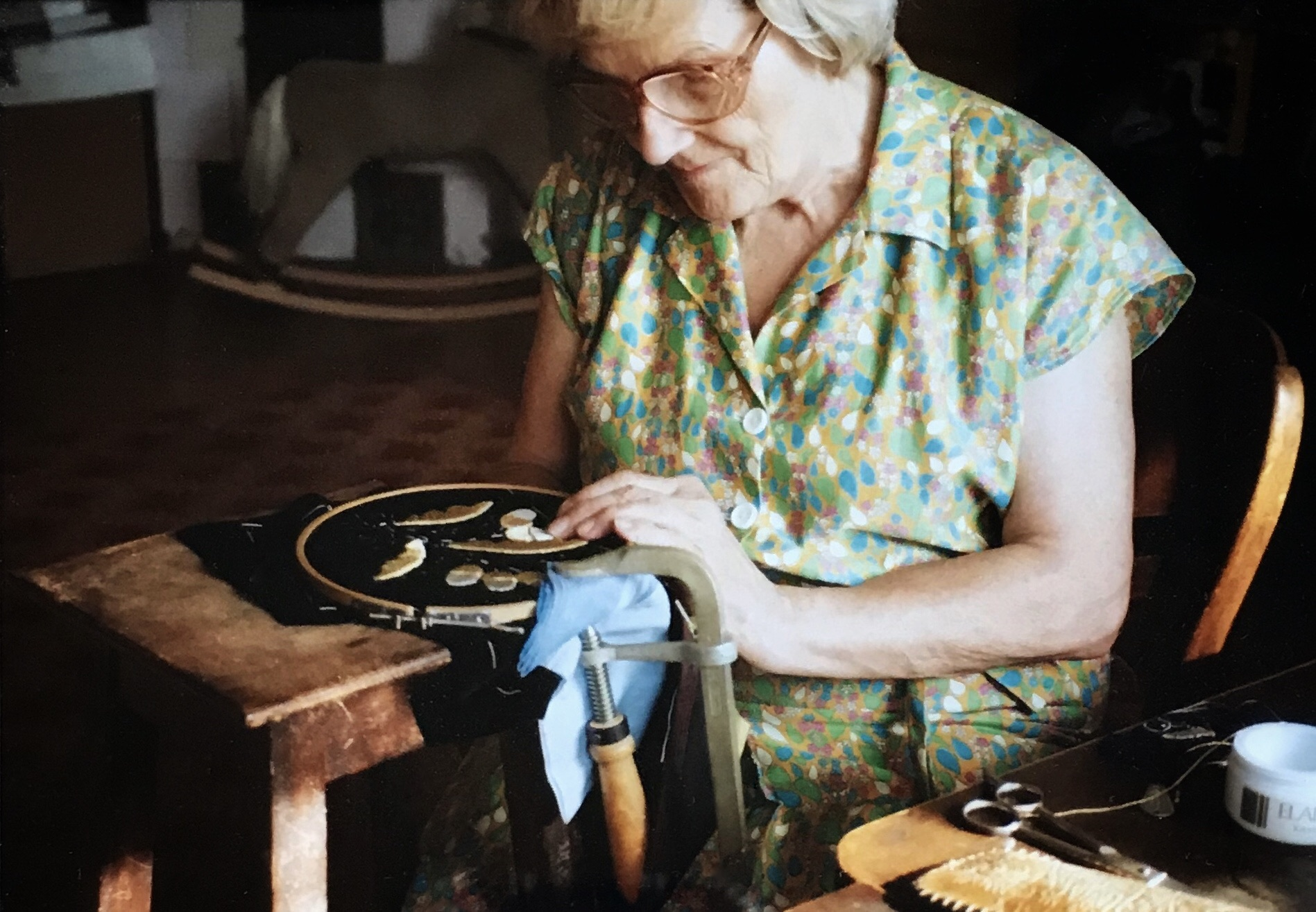
Janina Marcinkowa

Do honorowych obywateli Cieszyna należą:
- 1849 – Hermann Pokorny
- 1851 – Josef Kraus
- 1856 – ks. Józef Paduch
- 1862 – dr Anton von Schmerling
- 1864 – ks. dr Jerzy Prutek
- 1868 – hr. Anton Alexander von Auersperg
- 1869 – ks. Anton Helm
- 1870 – Hermann baron von Pillersdorf
- 1875 – Karl Pospischil
- 1882 – dr Johann Demel von Elswehr
- 1889 – br. Leopold Hasner von Artha
- 1893 – dr Teodor Haase
- 1893 – Franz Illich
- 1898 – Johann Hoschek
- 1898 – Karl Scholtis sen.
- 1898 – Eduard FloohPomnik Gabrieli von Thun w Kończycach Wielkich
- 1898 – Eduard Seemann
- 1898 – Jakub Skrobanek
- 1898 – Anton Gimpel
- 1899 – Rudolf Walcher von Uysdal
- 1904 – Karl Prochaska

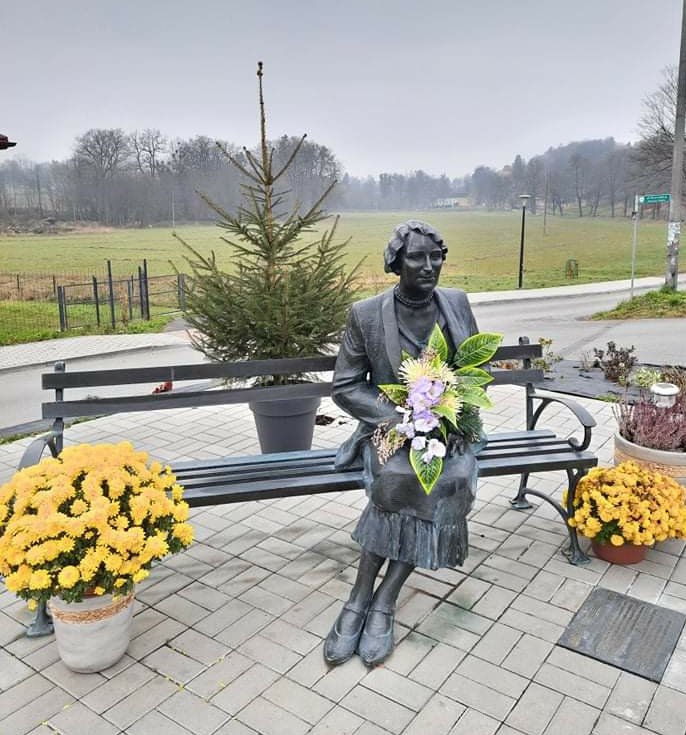
Pomnik Gabrieli von Thun w Kończycach Wielkich

- 1905 – Karl Dobrowski von Donnerschild
- 1906 – kardynał dr Georg Kopp, biskup wrocławski
- 1909 – Karl Bernatzik
- 1910 – Moritz Rohrmann
- 1910 – hr. Gabriela von Thun und Hohenstein
- 1912 – dr Rudolf Bukowski
- 1914 – dr Sobieslaus Klucki
- 1916 – hr. Heinrich Larisch von Mönnich
- 1917 – dr Hermann Hinterstoisser
- 1937 – dr Michał Grażyński, wojewoda śląski
- 1938 – generał Władysław Bortnowski
- 1994 – prof. Richard Pipes
- 1996 – dr Jerzy Rucki
- 2001 – Józef Kornblum
- 2012 – Józef Golec
- 2020 – Janina Marcinkowa[95]

## Współpraca
Miejscowościami partnerskimi Cieszyna są obecnie (2018 r.):
- Bałczik, Bułgaria
- Cambrai, Francja
- Czeski Cieszyn, Czechy
- Genk, Belgia
- Lucerna, Szwajcaria
- Puck, Polska
- Rožňava, Słowacja
- Teuva, Finlandia

## Odznaczenia
- Order Odrodzenia Polski III klasy (1979)[97]